# Morges
Vous lisez un « bon article » labellisé en 2013.
Pour le cours d’eau éponyme, voir Morges (rivière). Pour les articles au titre approchant, voir Morge.
Morges ([mɔʁʒ] ) est une commune suisse du canton de Vaud, située au bord du Léman. La ville est le chef-lieu du district de Morges, qui se trouve être la limite occidentale de l'agglomération lausannoise, aussi nommée agglomération Lausanne-Morges. En 2023, la ville comptait 17 720 habitants, ce qui en fait la huitième commune du canton de Vaud, en nombre d'habitants. Celle de son aire urbaine atteignait 49 193 habitants en 2014. Morges se démarque principalement par sa culture, très développée, notamment grâce à l'organisation de la fête de la tulipe, et par son histoire, qui commence il y a près de 5 000 ans, sur les berges du lac.

## Géographie

### Localisation
Morges se situe dans le canton de Vaud, sur l'arc lémanique, soit la rive nord du Léman. Elle se trouve sur le plateau vaudois, à une douzaine de kilomètres à l'ouest de Lausanne, le chef-lieu du canton. La ville fait partie de la région viticole de La Côte, qui s'étend du district de Nyon (à la frontière entre Vaud et Genève) au district de Morges. Les vignes, situées notamment sur les hauteurs du domaine de Marcelin, surplombent la ville.
Le territoire de la commune s'étend au nord, à travers les quartiers riverains plats, et jusque sur les pentes des collines viticoles voisines. Le centre de l'agglomération est situé à l'est du delta de la Morges. La frontière orientale de la municipalité se trouve à l'embouchure du ruisseau du Bief. L'autoroute A1 coupe la ville en deux, avec, au sud, la vieille ville et les quartiers commerciaux, et au nord, la plupart des quartiers résidentiels.
La commune de Morges s'étend sur 3,85 km2. Son point le plus haut culmine à 468 mètres. Sa superficie comprend 72 % d'infrastructures et habitats, 23 % de surfaces agricoles, 4 % de forêt et 1 % de surface improductive. La ville fait face aux Alpes savoyardes, et en particulier au mont Blanc, qu'on peut apercevoir depuis le port de Morges.
| Vufflens-le-Château, Chigny | Échichens | Lonay       |

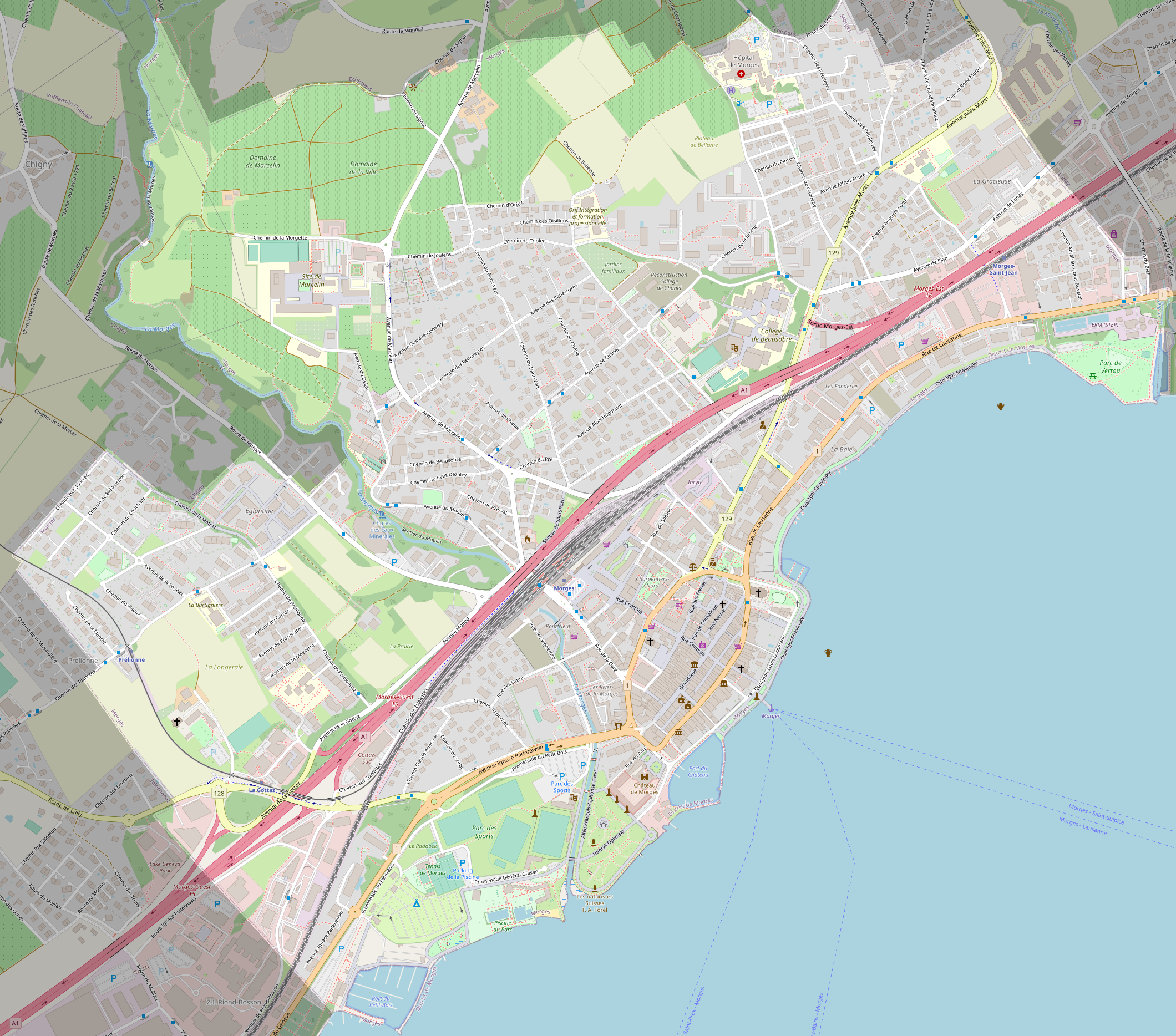
Carte de la commune de Morges

Vue aérienne (1964).

| Lully                       | Morges    | Préverenges |
| Tolochenaz                  | Léman     | Léman       |

### Climat
La ville de Morges et tout l'arc lémanique se trouvent dans une région au climat tempéré semi-continental. Les températures oscillent entre 15 °C et 35 °C en plein été, et entre −5 °C et 5 °C durant l'hiver. Le Léman rafraîchit le climat en été et l'adoucit en hiver. Durant la saison froide, un fort taux d'humidité de l'air engendré par la proximité du lac et parfois le stratus accentue l'effet de froid ressenti. La température annuelle moyenne est de 10,5 °C, le mois le plus froid est celui de janvier avec une température moyenne de 2 °C, tandis que le plus chaud est le mois de juillet, avec 20 °C, en moyenne. La température maximale absolue a été de 35 °C, en juillet et en août, température minimale absolue a été de −19 °C, en janvier. Les précipitations sont régulières, avec en moyenne 7 à 11 jours de pluie par mois, soit près de 110 jours par an.
| Mois                                | jan. | fév. | mars | avril | mai | juin | jui. | août | sep. | oct. | nov. | déc. | année |
| ----------------------------------- | ---- | ---- | ---- | ----- | --- | ---- | ---- | ---- | ---- | ---- | ---- | ---- | ----- |
| Température minimale moyenne (°C)   | −1   | −1   | 2    | 4     | 8   | 11   | 14   | 13   | 11   | 7    | 2    | 0    | 6     |
| Température moyenne (°C)            | 2    | 3    | 6    | 9     | 13  | 17   | 20   | 19   | 17   | 11   | 5    | 3    | 11    |
| Température maximale moyenne (°C)   | 4    | 6    | 10   | 14    | 18  | 22   | 26   | 25   | 22   | 15   | 8    | 5    | 15    |
| Nombre de jours avec précipitations | 11   | 9    | 11   | 9     | 11  | 10   | 8    | 7    | 7    | 9    | 8    | 10   | 110   |

Morges est située sur le Plateau suisse, son climat est proche de celui de Lausanne, distante de 13 kilomètres.
| Ville             | Ensoleillement · (h/an) | Pluie · (mm/an) | Neige · (j/an) | Température moyenne · (°C) |
| ----------------- | ----------------------- | --------------- | -------------- | -------------------------- |
| Morges            | 1 844 (Nyon)            | 1 056 (Morges)  | 10 (Lausanne)  | 15 (Morges)                |
| Zurich            | 1 531                   | 1 054           | 20             | 9                          |
| Lausanne          | 1 872                   | 1 153           | 10             | 11                         |
| Lugano            | 2 069                   | 1 559           | 4              | 12                         |
| La Chaux-de-Fonds | 1 710                   | 1 441           | 45             | 6                          |
| Evolène           | 1 795                   | 736             | 50             | 4                          |

### Urbanisme
Le dernier plan directeur communal en matière d'urbanisme a été approuvé par le Conseil d'État le 10 octobre 2012. Il prévoit principalement la restructuration et la densification des rues situées au nord de l'autoroute. La densification ne concerne pas les quartiers situés au sud de cette dernière, à l'exception du pâté de maisons Avenue de Marcelin-Avenue du Moulin. Certaines parcelles situées à proximité de la gare sont qualifiées "d'intérêt stratégique". Elles accueilleront notamment le projet urbain Morges Gare Sud « Quartier des Halles » qui s'étendra sur 5 hectares et dont la construction débutera normalement en 2017,. Ce quartier devrait accueillir 1000 nouveaux habitants et près de 600 emplois d'ici 2021. La gare devrait pour sa part être totalement reconstruite d'ici 2030,.
Au niveau des autres projets urbains de grande ampleur, on notera les futurs écoquartiers de La Longeraie (1 700 habitants prévus sur 9 hectares) et Prairie-Nord/L'Églantine (700 habitants prévus sur 9 hectares). Le Parc des sports sera pour sa part alloué en partie à la construction du centre aquatique régional qui sera réalisé à l'horizon 2018,.

### Géologie
Les sols de la commune sont principalement constitués de roches meubles quaternaires d'une épaisseur inférieure à 20 mètres et formées en terrasse lacustre,,. Un aquifère en roche meuble se situe d'ailleurs sous la ville et s'étend au nord-est de celle-ci. Du fait de sa situation, ce réservoir aquifère est considéré comme vulnérable par l'Office fédéral de la topographie. Le vallon boisé de la Morges, situé au nord, dans la forêt de Marcelin, est lui constitué de roches sédimentaires clastiques (principalement marne, parfois grès). Ce vallon débouche sur le cône de déjection de la Morges à hauteur de la patinoire, cône qui englobe la plus grande partie du centre-ville, à l'est, et le Parc des sports, à l'ouest.
Morges est située dans une zone de risque sismique I, c'est-à-dire dans la catégorie des régions les moins exposées, selon le système de mesure suisse.

### Mobilité
Située sur l'axe Lausanne-Genève, la ville bénéficie d'une excellente desserte en transports en commun. De plus, la forte croissance démographique de la région depuis la construction des principaux axes de transports (ligne ferroviaire Lausanne-Genève et autoroute A1) conduit régulièrement Morges et les autres communes de l'agglomération à mener une réflexion sur la mobilité régionale. Ainsi, la construction d'une autoroute de contournement, évitant ainsi la traversée de la ville coupée en deux par l'autoroute, est évoquée depuis plusieurs années. En septembre 2014, le Conseil fédéral a confirmé sa volonté de concrétiser ce projet. Parmi les autres pistes de mobilité évoquée, les onze communes de l'agglomération morgienne ont annoncé étudier les possibilités d'installation d'un téléphérique urbain qui relierait le nouveau quartier du Molliau et celui de la Longeraie à la gare de Morges,.
D'autre part, le projet de mobilité Léman 2030, mené par la Compagnie des chemins de fer fédéraux, projette la reconstruction complète de la gare de Morges pour agrandissement, et notamment un allongement des quais. Le chantier de la nouvelle gare, qui devrait débuter en 2016, inclura également la reconstruction du quartier Morges-Gare-Sud qui accueillera à l'avenir 1000 habitants supplémentaires et 600 places de travail. Parmi les autres aménagements possibles, l'EPFL préconise la construction d'une ligne ferroviaire souterraine qui relierait Morges à Lausanne en passant par le campus.

#### Réseau de bus
La commune de Morges et son agglomération sont desservies par un réseau de bus urbain. Il s'agit des Transports de la région Morges-Bière-Cossonay ou MBC. Ce réseau est notamment interconnecté avec les réseaux de transports en commun de CarPostal et des TL (transports lausannois).

#### Réseau ferroviaire

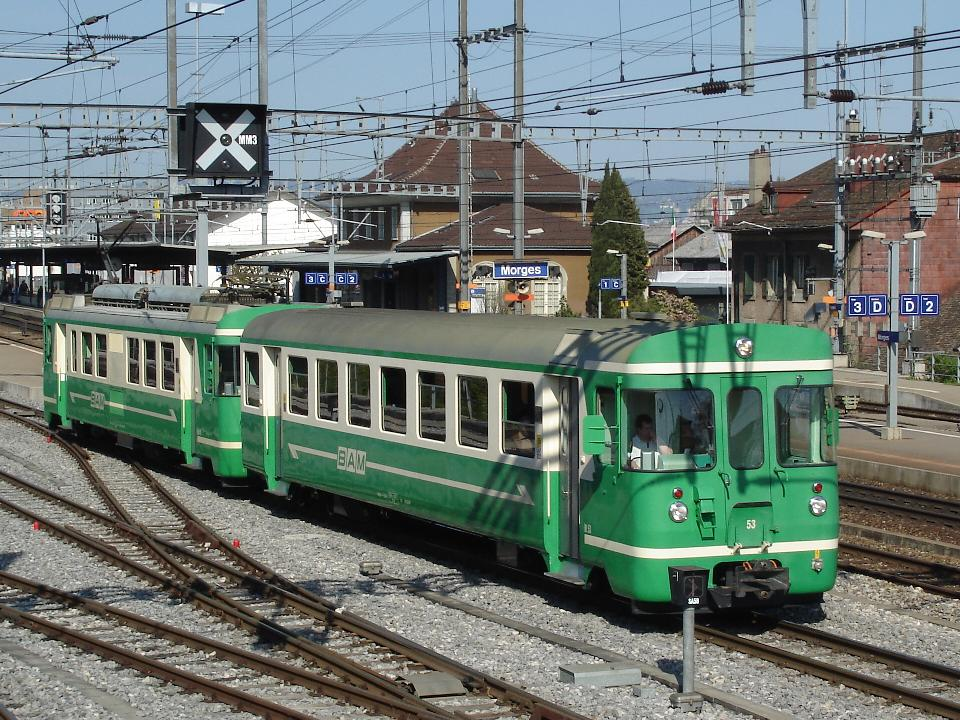
Le BAM en gare de Morges.

La ville de Morges comporte deux gares sur la ligne Lausanne – Genève : la gare de Morges et la gare de Morges-St-Jean. Il y passe notamment des trains InterCity pendulaires, InterRegio, RegioExpress et S-Bahn de la compagnie des CFF ainsi que des trains Regio du BAM, ligne régionale Bière – Apples – Morges, qui partent aussi de cette gare. Avec les TPM, le BAM fait partie de la société de transports en commun MBC (Morges - Bière - Cossonay).

#### Transports lacustres
Au bord du Léman les bateaux de la CGN (Compagnie Générale de Navigation) peuvent accoster au débarcadère situé le long des quais. Ce sont notamment des bateaux de croisière touristiques qui desservent ce débarcadère, mais aussi des bateaux de transports publics qui relient Morges à Lausanne, Genève, Nyon, Vevey et plusieurs ports français, comme Évian, Thonon, ou Yvoire.

#### Réseau routier
Morges est connectée au réseau autoroutier de Suisse avec l'autoroute A1 et deux sorties qui desservent la ville : la sortie 15 (Morges ouest) et la sortie 16 (Morges est). La route principale qui dessert la ville est la route principale 1 nommée Route du Lac.

#### Pistes cyclables
La commune de Morges, avec la ville de Lausanne et le campus UNIL/EPFL, fut la première ville de Suisse à être dotée d'un réseau de vélos en libre-service : « Suisse Roule ! Bike sharing », en juillet 2009, avec notamment 120 vélos répartis dans 11 stations. Suisse Roule ! a été remplacé par Velopass, en janvier 2010, puis PubliBike, en 2013. Aujourd'hui, le système a été étendu à toutes les grandes villes de Suisse et plusieurs routes ont été aménagées spécialement pour la circulation des vélos.

## Étymologie
Le nom de la ville de Morges vient du nom de la rivière Morgia (ou Morgyz), aujourd'hui appelée La Morges, à proximité de laquelle la ville fut fondée par Louis de Savoie. Morgia est apparenté au terme morga ou marka, qui désigne une limite, une frontière en germanique ancien.
Jusqu'au début du XVIe siècle, les documents officiels étant écrits en latin, les noms des localités apparaissaient donc dans cette langue. Par la suite, la forme latine Morgia ou Morgiis fut remplacée par Morges. Dès la conquête bernoise en 1536 et jusqu'à la Révolution de 1798, on utilise également la forme germanisée de Morse ou Morsee.

## Histoire

### Néolithique

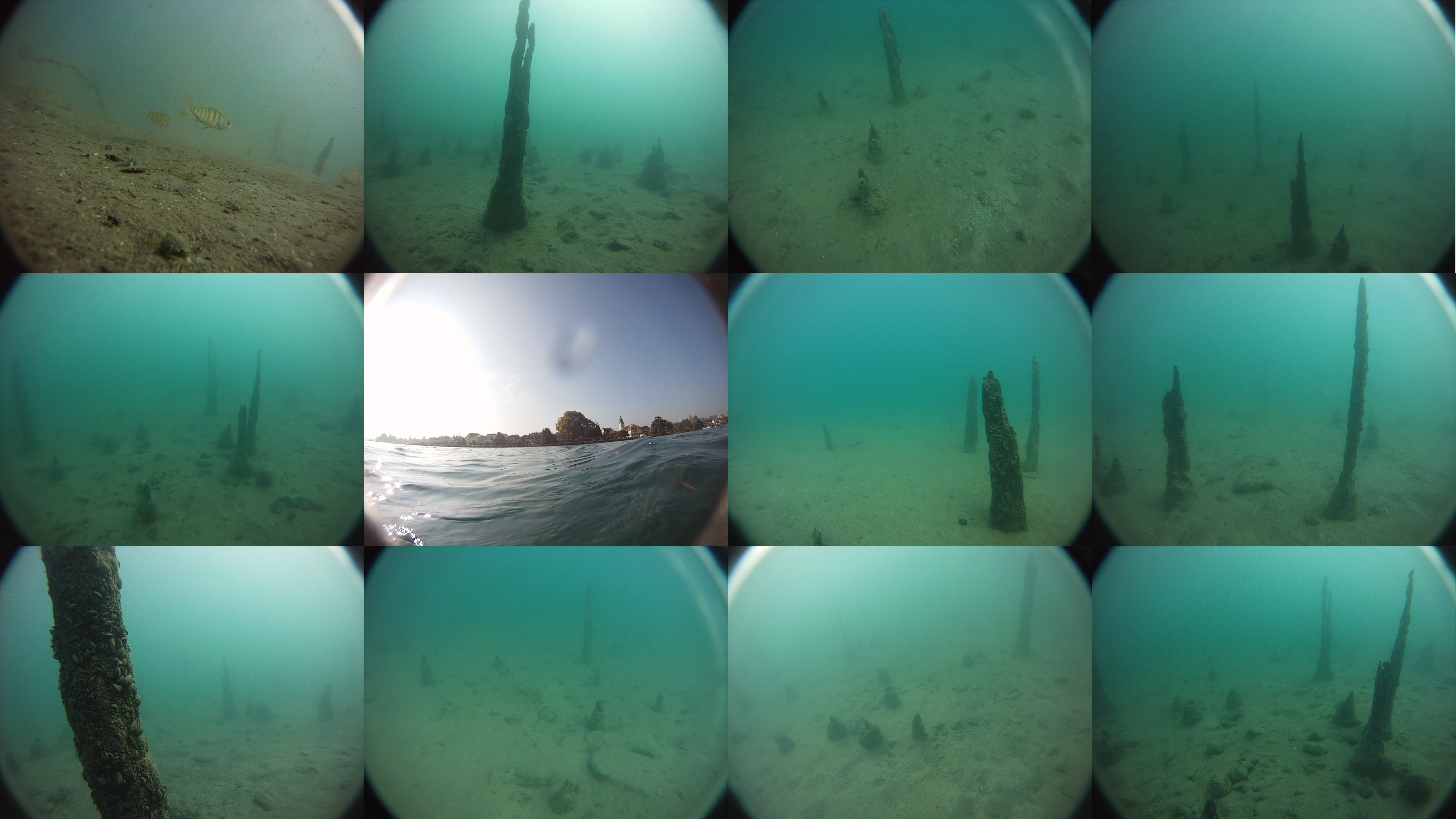
Palafittes au large de Morges, âge du bronze.

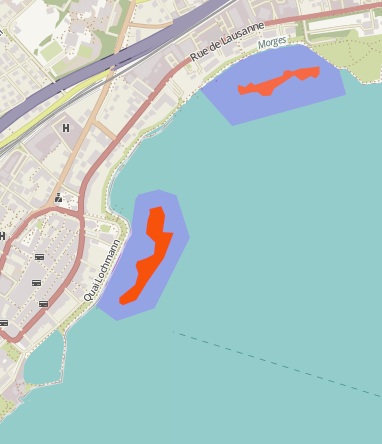
Localisation de la zone inscrite à l'UNESCO (en rouge). La zone tampon est violette.

En 4000 av. J.-C., le niveau d'eau du Léman baisse soudainement, laissant émerger de nouvelles terres au bord de l'eau où une société lacustre pratiquant l'agriculture, la pêche et l'élevage s'installe dans des villages sur pilotis de bois. On a retrouvé à Morges des traces de civilisations datant de l'âge du bronze (soit environ 3000 ans av. J.-C.). Quatre villages se sont succédé dans le temps à cet endroit. Tout d'abord les Stations de Morges, soit la Poudrière et l'Église, ces deux sites datant de l'âge de la pierre polie. Viennent ensuite les sites des Roseaux, et de la Grande Cité, pendant l'Âge du bronze,. En 1854 aura d'ailleurs lieu la première exploration archéologique subaquatique de l'histoire, dans le but d'étudier le peuplement protohistorique de la région.
On estime que la Grande Cité a compté jusqu'à 2 000 habitants au moment de son apogée. La plupart des piliers de bois qui soutenaient les habitations ont été préservés. Pendant l'âge du bronze, les transports lacustres et le commerce s'intensifient. En 1877, on a retrouvé, sur le site des Roseaux, l'embarcation la plus ancienne du lac : une pirogue monoxyle en chêne, datée de 1106 av. J.-C,,. L'autre évolution majeure de cette période concerne les rites funéraires, en effet, à partir du IIe millénaire av. J.-C., les incinérations deviennent courantes en Europe, ce qui explique la présence d'un cimetière néolithique, au bord du lac, en aval du Boiron. Grâce à la datation dendrochronologique, on sait que la Grande Cité a été construite vers 1030 av. J.-C. Le site aurait été d'une telle importance, pour l'époque, que l'historien français Gabriel de Mortillet a décidé d'appeler la dernière période de l'âge de bronze final « Âge morgien »,. Ces vestiges archéologiques sont protégés et inscrits au Patrimoine mondial de l'UNESCO. La cité a probablement été abandonnée par ses habitants lors de la remontée du niveau du lac, vers 850 av. J.-C.

### Période médiévale
La fondation de Morges s'inscrit dans le cadre de la rivalité opposant les deux frères Amédée et Louis de Savoie, qui tous deux convoitent la succession de leur oncle, le vieux comte Philippe de Savoie. Si la couronne comtale échoit en 1285 à l'aîné, qui prend le nom d'Amédée V, le cadet, Louis, prend le titre de sire de Vaud, régnant sur une seigneurie importante comprise entre les rivières de l'Aubonne et de la Veveyse, que les historiens modernes ont appelée la baronnie de Vaud. Louis de Savoie fonde le château et la ville de Morges vers 1286 sur un site où s'élevait précédemment une potence,. La cité grandit aux dépens de la seigneurie de Vufflens, de l'évêque de Lausanne et du prieuré de Romainmôtier, qui perdirent tous trois leurs droits sur le territoire où s'élevait la cité naissante. Celle-ci se développa rapidement et devint un centre administratif et commercial ainsi qu'un point de transit important pour le transport terrestre, mais également lacustre, du fait de sa position centrale et de son port protégé. Louis de Savoie avait édifié un château fort pour protéger la ville, qu'il avait également ceinte d'une muraille de plusieurs mètres de hauteur. On peut aujourd'hui encore observer des vestiges de ce mur dans les maisons les plus anciennes de la ville, comme la maison Blanchenay.

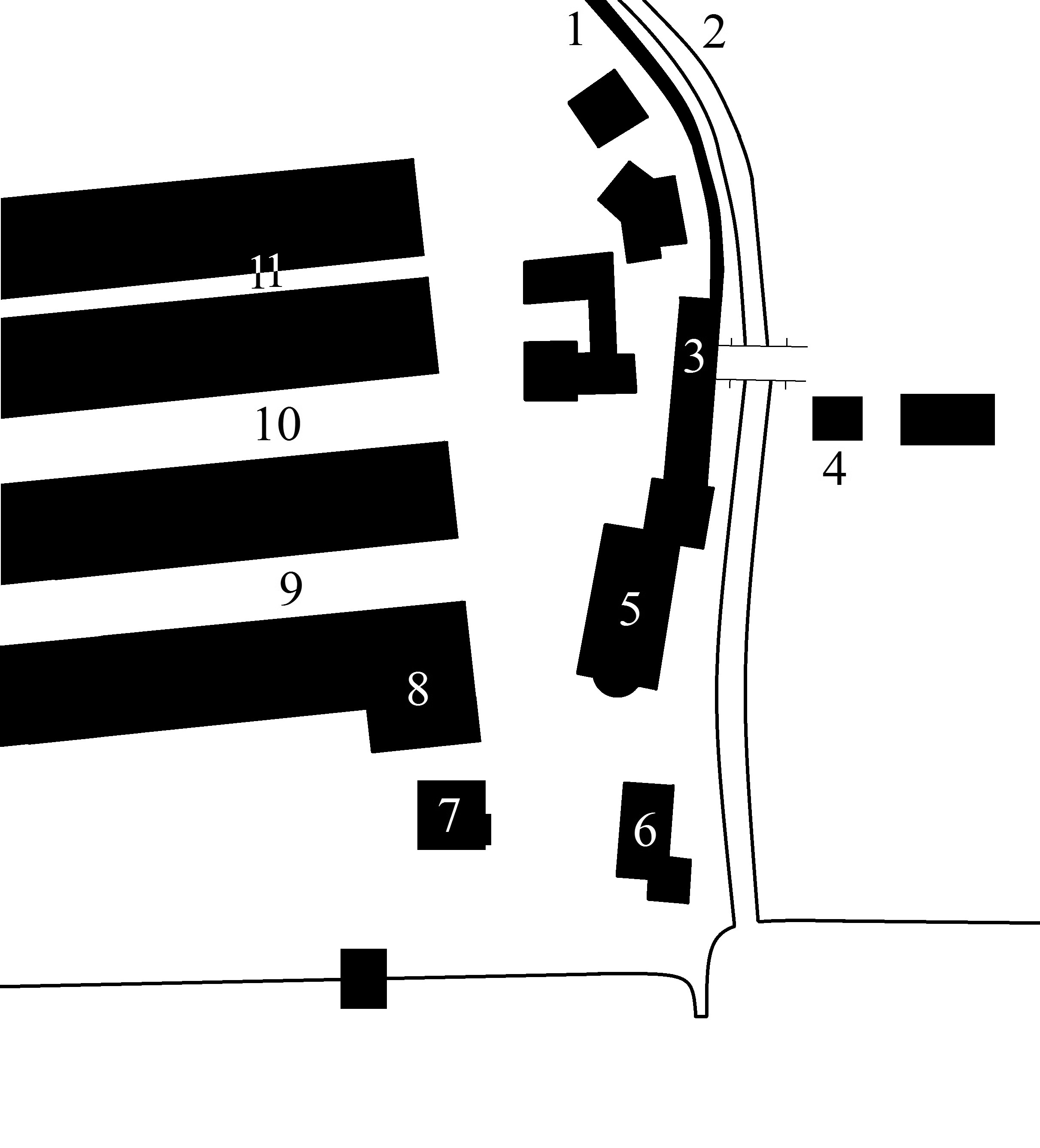
Porte nord de Morges, vers 1700 (1. mur d'enceinte, 2. fossé, 3. porte nord, 4. corps de garde, 5. Notre-Dame de Morges, 6. tour du Bluard, 7. hôpital, 8. cure, 9. rue du lac, 10. Grand-Rue, 11. Rue punaise (égout)).

Durant le Moyen Âge, Morges devint une résidence saisonnière de la cour de Savoie et le siège d'une châtellenie. La ville constituait un fief unique et ses habitants étaient taxés "à la toise" (frontage), en fonction de la longueur de leur façade sur rue. À l'instar des grands modèles que sont les villes de Berne, Fribourg ou Morat, le plan urbain s'inspire du type "zaehringien méridional", avec ses deux longues rues parallèles, dont la principale, fort large (13–18 m), peut abriter les grandes foires, sa croisée, où se trouve la place du marché, ses ruelles "punaises" servant à l'origine d'égouts, et ses communications transversales. Une troisième rue parallèle, dite de Couvaloup, qui s'étend sur la moitié nord de la ville seulement, témoigne d'une phase d'agrandissement précoce (dès la fin du XIIIe siècle), agrandissement rendu nécessaire par le succès de la colonisation. En raison de la disposition urbaine et de la taxe sur les frontages, la majorité des parcelles étaient longues et très étroites. La plupart des maisons possédaient une cour intérieure, pour la lumière et la bonne ventilation des lieux. Ces dernières étaient souvent bordées d'escaliers hélicoïdaux ou de galeries en bois. Les institutions religieuses et éducatives, de même que l'hôpital, se trouvaient dans la partie nord de la cité, près de l'église. Au sud, près du port et du marché, se développèrent les activités commerciales, avec un marché couvert, un grenier à céréales, la boucherie et plusieurs établissements publics. Le plus important d'entre eux était l'auberge de la Croix Blanche (Grand-Rue 70-72), qui fut ornée d'une façade gothique, aux alentours de 1550.
Jusqu'au XIXe siècle, la ville ne comptera que trois rues principales : la Grand-Rue, la rue Louis-de-Savoie (dite anciennement rue du Lac), et la rue Couvaloup qui se prolonge aujourd'hui par la rue des Fossés. Les faubourgs de la rue de Lausanne et de la place Dufour ne se sont développés qu'au XIXe siècle et les quais vers 1890. Cette configuration est notamment visible sur les anciennes cartes Dufour. Le château de Morges, situé au sud de la cité, fut construit sur un plan carré, avec quatre tours rondes, aux angles. Par bien des aspects, il est proche de celui d'Yverdon, qui pourrait lui avoir servi de modèle,,. La tour nord est la plus importante. Elle est plus haute que les trois autres et, depuis 1845, arbore une horloge,,.

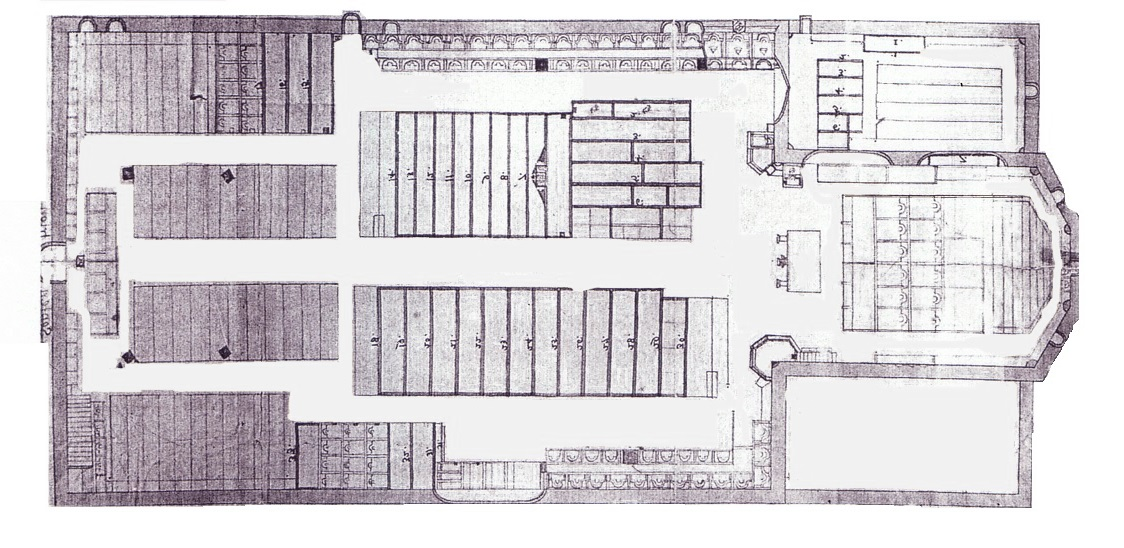
Plan de l'église Notre-Dame de Morges, en 1718.

Alors que l'hôtel de ville fut construit vers 1515, les premiers syndics de Morges apparurent vers 1375. Cet hôtel de ville est le plus ancien bâtiment administratif communal du canton de Vaud. La tour principale et le portique d'entrée furent construits en 1682. Avant sa construction, les autorités se réunissaient dans l'ancienne église Notre-Dame, attestée dès 1306 et démolie en 1770, en même temps que la porte nord, pour faire place au temple actuel,. En 1537, à la Réforme, la paroisse de Morges et Tolochenaz devint réformée, et l'on transforma l'église, jusqu'alors catholique. C'est en 1769 qu'on prit la décision de détruire l'église gothique, fort délabrée, pour construire le temple baroque actuel,.
Jusqu'au XVIe siècle, la commune était dirigée par deux assemblées : le Petit Conseil, composé de six à sept hommes, et le Conseil général. En 1514, on institua deux chambres, soit un conseil de douze membres et un autre de vingt-quatre, qui subsistèrent tous deux jusqu'à la chute de l'Ancien Régime et l'avènement de la République helvétique en 1798.
La commune possédait ses propres infrastructures. Un hospice médiéval est attesté dès 1328, mais sa situation est inconnue ; il est déplacé en 1643 à proximité de l'église. Hors de ville, un hôpital « Sur la Chaux », dédié à saint Roch et attesté en 1518, est destiné aux pestiférés. Le pilori se trouvait sur la place du marché, la prison, dans le château, tandis que le gibet s'élevait à Tolochenaz. À l'extérieur des murs de la cité, au sud de la ville, s'élevait le monastère franciscain des Frères mineurs de l'Observance, bâti dès 1500 et dirigé par Annable d'Antioche, premier supérieur de ce nouveau couvent. Il fut dévasté en 1530 par les troupes bernoises, puis une nouvelle fois en 1536, avant d'être démoli dans les années 1540 et remplacé par un cimetière,.

### Époque moderne

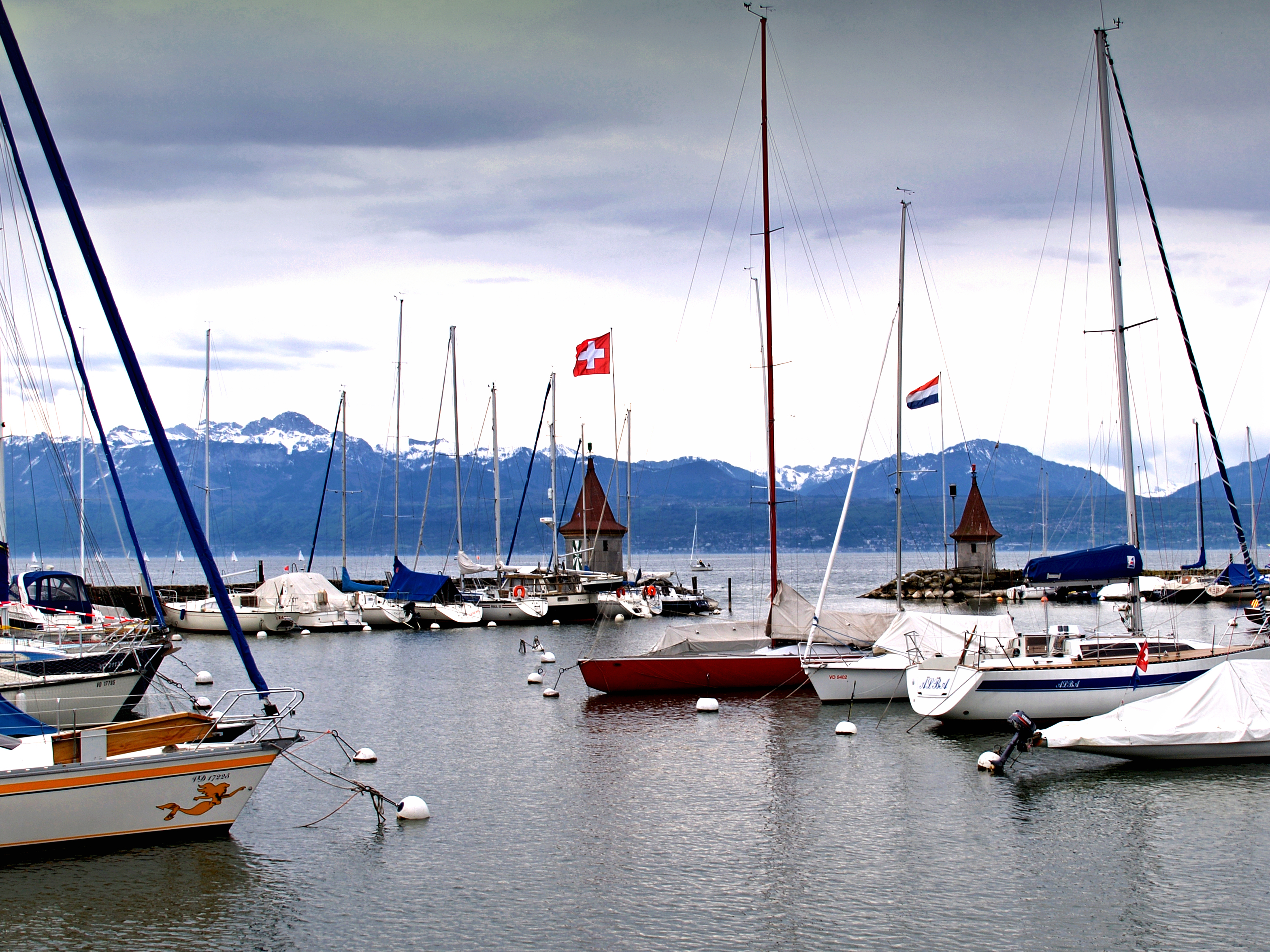
Le vieux port fortifié et ses deux guérites.

La cité et son château furent pillés deux fois, en 1475 et en 1530. Après la conquête du pays de Vaud par Berne en 1536, Morges devint le siège d'un bailliage,. Le château se trouvait alors dans des conditions déplorables et les autorités bernoises, nouveaux propriétaires, procédèrent à des travaux très importants. En 1536, pour la punir de son manque d'empressement à se rallier à la cause bernoise, la ville est obligée de démolir ses deux portes de villes, mais les reconstruit aussitôt. Pendant l'époque moderne, Morges fut très prospère. Un grand nombre de bâtiments privés et civils furent construits. Notamment le grenier bernois, en 1692. La ville possède une école latine dès la deuxième moitié du XVe siècle. En 1574, le collège de Couvaloup, inspiré des académies de Genève, Lausanne et Berne, est établi selon les plans d'un architecte genevois. Le nouveau temple, qui fut élevé entre 1769 et 1776, sur le modèle baroque reste encore aujourd'hui l'une des pièces maîtresses de l'architecture protestante en Suisse. Dès la fin du XVIIIe siècle, on commença à bâtir hors des murs de la ville un certain nombre de maisons de campagne, et de nouveaux quartiers virent le jour, principalement le long des routes qui menaient à Genève et à Lausanne,.
On mentionne, dès 1536, la présence d'un port à Morges, qui entretenait des liaisons régulières avec la ville de Genève. Celui-ci restant cependant trop petit pour assurer la protection de ses galères et de celles du duc de Savoie, confiées à l'architecte naval Laurent Dantal, créateur des barques du Léman, Berne décida de construire un port militaire et commercial d'envergure, qui abriterait sa flotte de guerre. La construction de ce dernier, et des deux grandes digues de pierre qui le protégeaient, prit fin en 1696, après cinq ans de travaux. Les deux guérites furent ajoutées en 1702. Avec son port, Morges devait être le point d'aboutissement du Canal d'Entreroches. Même si ce dernier ne fut pas achevé, la ville lémanique devint le point de transit de grandes quantités de marchandises, comme le bois, la pierre, le sel, le vin, les fromages et les céréales, ce qui réorienta l'économie locale. La guilde des cordonniers fut très importante, durant le XVIe et le XVIIe siècle. Ils furent ensuite remplacés par les tanneurs, dès le XVIIIe siècle. En 1798, à la chute de l'Ancien Régime, la principale classe sociale morgienne était celle des rentiers, suivis par les marchands, les vignerons, les fermiers, les cordonniers, les tailleurs et les menuisiers,.
Sous l'Ancien Régime, les autorités de la Ville et les principaux fonctionnaires étaient choisis par un tirage au sort dit ballotte, en utilisant de petites boules blanches ou noires, argentées ou dorées, que les votants plaçaient dans une urne spécialement construite à cet usage. De rares témoins de cet usage ont été conservés dans quelques archives communales, dont Morges (boules) et Vevey (distributeur de balottes) ; Yverdon en possède l'un des exemples les plus remarquables.

### Époque contemporaine

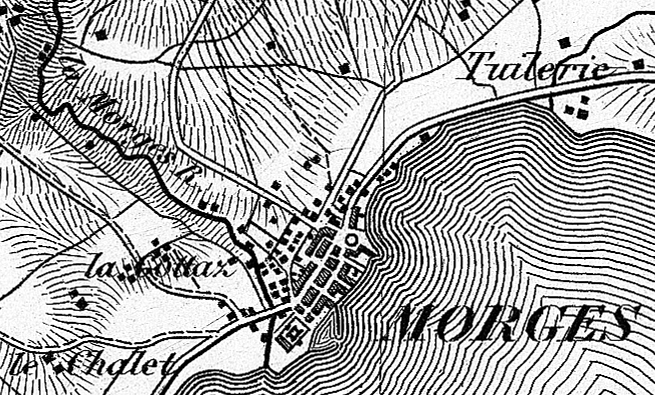
Morges, en 1845, sur la première carte Dufour.

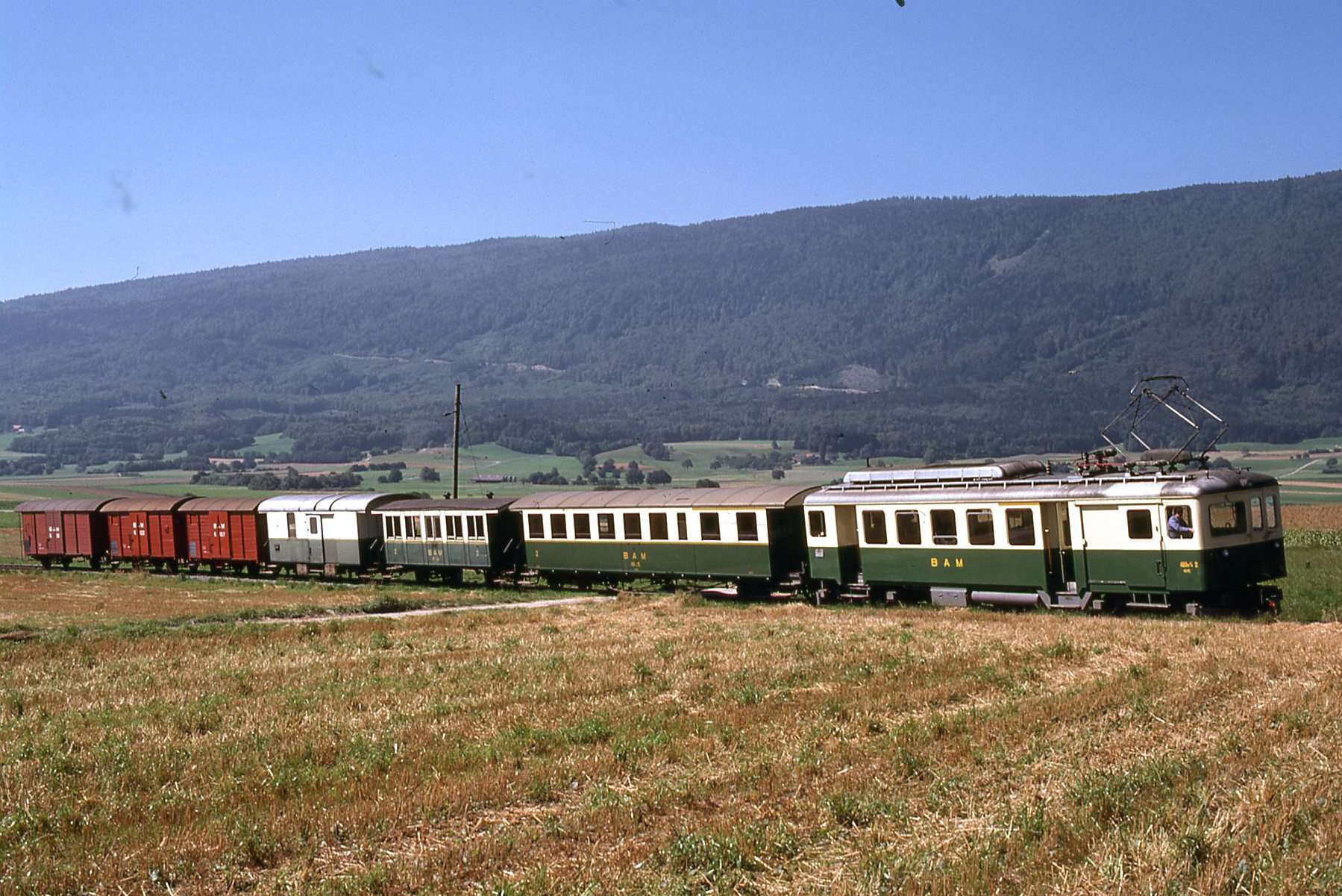
Un ancien train de la ligne Bière-Apples-Morges.

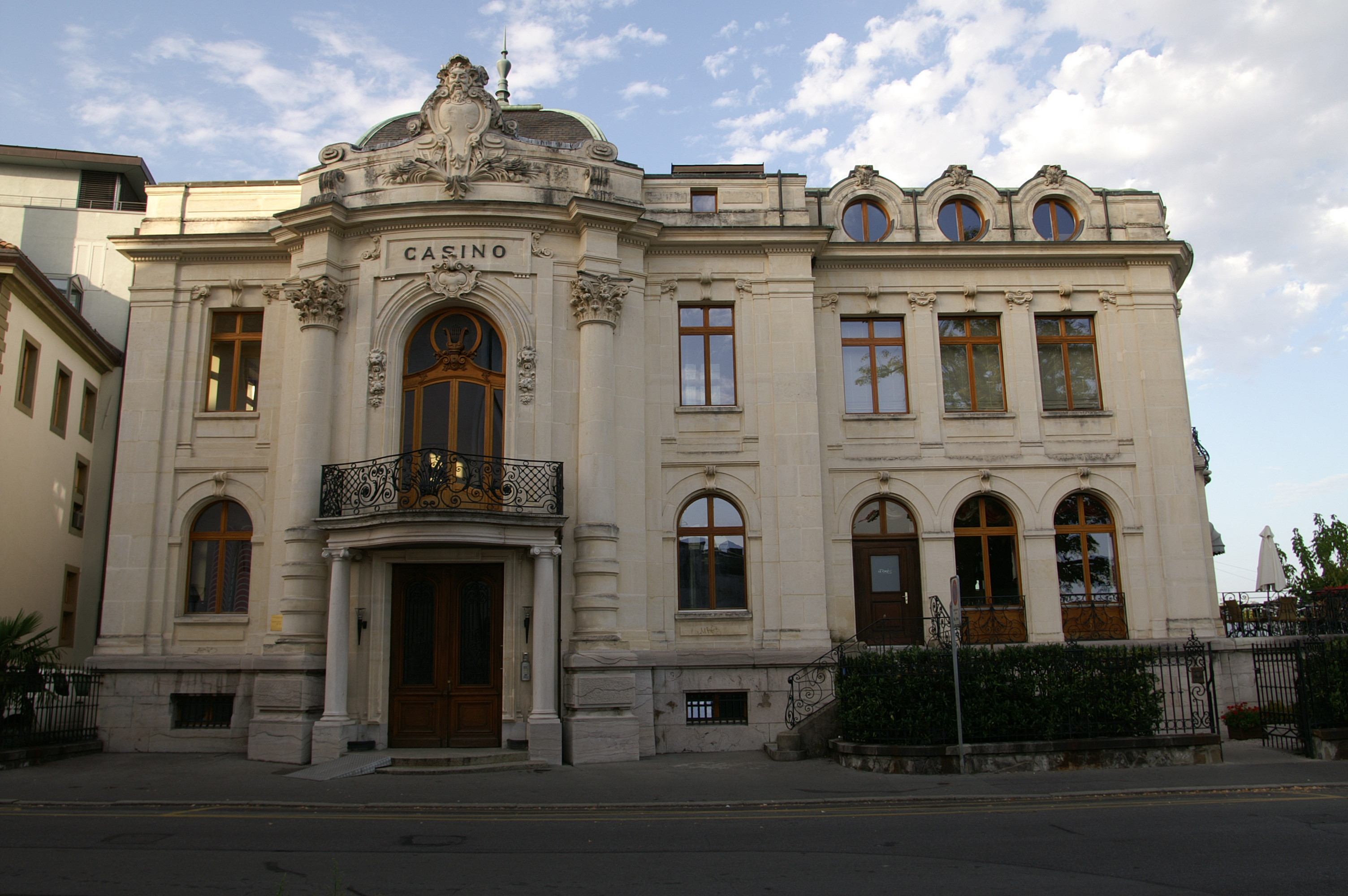
Le Casino de Morges de 1900, état en 2011.

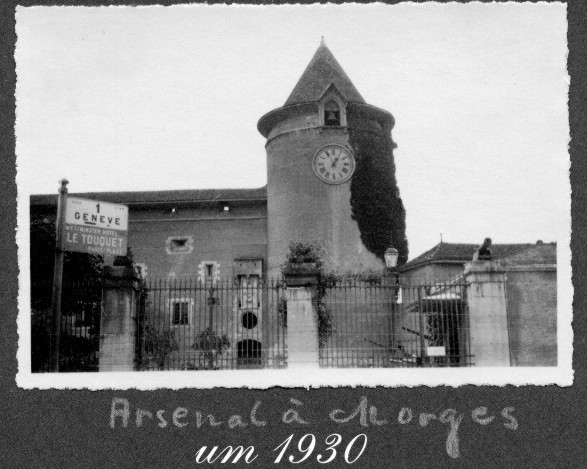
L'arsenal de Morges, en 1930.

C'est au milieu du XIXe siècle que Morges commence réellement à s'étendre, notamment avec la construction de la gare résultant de mise en service, en 1855, de la première ligne ferroviaire du canton reliant Morges à Yverdon, et trois ans plus tard avec l'inauguration du tronçon Lausanne-Genève. Dès lors, la ville se développe d'abord au sud, puis au nord de la gare, prenant la place des vignes qui occupaient auparavant la zone. En 1895, la ligne Bière-Apples-Morges fut terminée. D'importance modeste, cette dernière permit à la zone d'influence morgienne de s'étendre vers le nord.
Morges devint alors un centre économique, politique et culturel. Durant la révolution vaudoise, elle prit une importance particulière par ses patriotes ou "Pères de la Patrie", Jean-Jacques Cart, Henri Monod et Jules Muret. La ville s'honore par ailleurs d'avoir abrité plusieurs personnalités de premier plan, comme le docteur Alexandre Yersin (1863-1943), qui a découvert le bacille de la peste et mis au point le vaccin contre cette maladie, la famille Forel (scientifiques et artistes), ou encore le pianiste et réfugié politique polonais Ignacy Paderewski.
Ce dernier a fondé en 1936 avec le général Władysław Sikorski, le Front de Morges une alliance politique de partis politiques centristes de la Pologne de l'entre-deux-guerres. Ils s'opposent au régime d'assainissement de la Pologne et ils réclament la démocratisation de la Pologne et un rapprochement avec la France. En 1937, ce Front conduit à la formation d'un nouveau parti politique le Parti du travail (Stronnictwo Pracy). Il deviendra une partie de la base politique du gouvernement polonais en exil pendant la période 1939-1945.
Durant la seconde moitié du XIXe siècle, la cité a connu une croissance économique et démographique importante, grâce au port que complétait un atelier de construction navale pour bateaux à vapeur. Le château devint arsenal cantonal en 1803 et fut agrandi, en 1836. Endommagé dans une explosion, en 1871, il fut reconstruit et abrite le Musée militaire vaudois depuis 1925. Une église catholique fut construite en 1844. En 1922, l'école d'agriculture et de viticulture fut fondée sur le site de Marcelin.
À la fin du XIXe siècle, la ville a besoin d'un coup de neuf. Les autorités communales, soutenues par la riche bourgeoisie morgienne en mal de divertissements, décident alors de construire un casino, inauguré en grande pompe le 23 février 1900. Pris d'un engouement nouveau, certains appelaient déjà la ville Morges-les-Bains, ou encore Morges-Casino. Cet établissement de plaisance fut la première grande infrastructure à être orientée vers le lac. Un grand nombre d'artistes se produisirent dans la salle de théâtre du bâtiment dans laquelle s'enchaînaient lutteurs, chanteurs et comédiens. Au milieu du XXe siècle, l'ensemble passe en mains privées. Petit-à-petit, le casino et son théâtre perdent de leur lustre, notamment à cause de la construction du complexe de Beausobre, et de son théâtre. Les affaires de drogues et les problèmes d'ordre sanitaire font leur apparition et le casino est fermé, au début des années 1990. Après plusieurs années de dégradation, le bâtiment est entièrement rénové et rouvre ses portes, en 2000. Il faut attendre 2010 pour que la scène s'anime elle aussi de nouveaux visages,.
La construction, en 1964, de l'autoroute A1, première autoroute de Suisse, a marqué une étape importante dans le développement de Morges. Cette autoroute, destinée à faciliter l'accès à l'exposition nationale de 1964, fut construite de telle façon qu'elle coupe désormais la ville en deux.
Un grand nombre d'acteurs se sont succédé dans l'économie morgienne : une usine à gaz (entre 1867 et 1932), la compagnie de transport Friderici AG, l'usine à biscuit Oulevay (1899-1992), la Société industrielle de Morges - Établissements SIM (1907-1979), spécialiste des constructions métalliques, la fonderie Neeser AG et l'usine à pâtes Gala. Entre 1900 et 1940, la ville s'étendit plus loin et de nouveaux quartiers riverains apparurent, notamment au-dessus de la gare. Le premier plan d'aménagement, en 1934, fut suivi par deux autres, respectivement en 1957 et 1970. Depuis 2007, la municipalité a rejoint le Projet d'agglomération Lausanne-Morges, qui prévoit, entre autres, de créer 30 000 emplois dans l'agglomération lausannoise d'ici à 2020.

## Politique
- Les Verts : 14 sièges
- Parti socialiste et indépendants de gauche : 33 sièges[64]

Répartition des sièges au conseil communal de Morges 2016-2021
Les Verts : 14 sièges
Parti socialiste et indépendants de gauche : 33 sièges
Entente morgienne : 10 sièges
PLR : 32 sièges
UDC : 11 sièges

La politique morgienne se caractérise[Depuis quand ?] par une présence relativement forte de la gauche, qui a récolté 50 % des suffrages aux élections communales législatives de 2011, puis 47 % en 2016. Les Verts arrivent en troisième place tandis que l'Union démocratique du centre (UDC) n'occupe que la quatrième. Le quatrième parti de Suisse, le Parti démocrate-chrétien, est totalement absent. Les résultats des élections fédérales du 18 octobre 2015 (participation de 45 %, avec 3 831 votants) différent légèrement de la politique communale, mais se rapprochent des résultats cantonaux[réf. nécessaire]. Comme dans la plupart des villes suisses, notamment sur l'arc lémanique, la gauche se renforce et l'UDC s'affaiblit. Les listes jeunes ont récolté près de 7 % des suffrages[pertinence contestée]. Malgré la présence de plusieurs candidats sur les listes, aucun Morgien n'a été élu au parlement suisse pour cette législature. Éric Voruz, le seul Morgien sortant, ne s'était pas représenté.

### Conseil communal
Lors de l'élection du 28 février 2016 du conseil communal (législatif), la participation s'est élevée à 40,15 % (4 348 votants sur 10 736 électeurs inscrits, le nombre de votants étant en hausse de 22,3 % et le nombre d'électeurs inscrits de 3,7 % par rapport à 2011). Le parti socialiste (PSS), deuxième parti de Suisse, a reçu près de 33,6 % des voix (-4,3 points). Il est suivi par le Parti libéral-radical (PLR), troisième parti de Suisse, avec 32,2 % des suffrages (+2,6 points) et le parti écologiste de gauche, Les Verts, avec quelque 13,6 % (+1,6 point). L'UDC, premier parti de Suisse, ne récolte que 10,6 % des suffrages exprimés (+0,9 point) et l'Entente Morgienne, parti centriste de la région, 9,9 % des voix (-1,1 point).
Lors des élections communales de 2021, la gauche s'unit et les Vert'libéraux s'allient avec l'Entente Morgienne. L'UDC perd 4 sièges, le PLR en perd 1, l'Entente et les Vert'libéraux en gagnent 5. La gauche maintient son nombre de sièges.
Composition du conseil communal pour la législature 2021-2026 : 

PSS, indépendants de gauche et Verts : 47 sièges
PLR : 31 sièges
Entente Morgienne et Vert'libéraux : 15 sièges
UDC et indépendants : 7 sièges

### Conseil municipal
Le conseil municipal représente l'exécutif de la commune. À Morges, il est composé de 6 membres et du syndic, soit 7 en tout. Trois membres sont issus du Parti libéral-radical depuis les élections communales de 2021 : Mélanie Wyss (syndique, administration générale, mobilité et ressources humaines), Jean-Jacques Aubert (Infrastructures et gestion urbaine) et Laurent Pellegrino (Cohésion sociale, logement et sécurité). On compte aussi un membre de l'Entente Morgienne, David Guarna (Finances, économie, informatique et population), une vert'libérale, Laetitia Bettex (Bâtiments, sports et domaines) et deux socialistes, Vincent Jaques (Enfance, culture et durabilité) et Laure Jaton (Urbanisme, constructions et espace public).
Composition de la Municipalité pour la législature 2021-2026 :

PSS, indépendants et Verts : 2 sièges
PLR : 3 sièges
Vert'libéraux : 1 siège
Entente Morgienne : 1 siège

### Liste des syndics
Douze syndics et deux syndiques se sont succédé à Morges depuis 1900.
| Période | Période  | Identité                | Étiquette                  | Qualité |
| ------- | -------- | ----------------------- | -------------------------- | ------- |
| 1900    | 1901     | Gustave Fleury          | Parti libéral suisse       |         |
| 1902    | 1909     | Frédéric (Fritz) Châble | Parti radical-démocratique |         |
| 1910    | 1917     | Louis Laffely           | Parti radical-démocratique |         |
| 1917    | 1932     | Gustave Coderey         | Parti radical-démocratique |         |
| 1932    | 1948     | Alfred André            | Parti radical-démocratique |         |
| 1948    | 1951     | Louis Pasche            | Parti radical-démocratique |         |
| 1951    | 1967     | Charles-Paul Serex      | Parti radical-démocratique |         |
| 1967    | 1973     | Luc-Etienne Matile      | Entente morgienne          |         |
| 1973    | 1982     | Xavier Salina           | Parti radical-démocratique |         |
| 1982    | 1994     | Jean-Michel Pellegrino  | Parti radical-démocratique |         |
| 1994    | 2008     | Éric Voruz              | Parti socialiste suisse    |         |
| 2008    | 2012     | Nuria Gorrite           | Parti socialiste suisse    |         |
| 2012    | 2021     | Vincent Jaques          | Parti socialiste suisse    |         |
| 2021    | En cours | Mélanie Wyss            | Parti libéral-radical      |         |

### Intercommunalité
La ville est membre de l'ARCAM, l'Association de la Région Cossonay-Aubonne-Morges. Créée en 2009, l'ARCAM est un organisme réunissant 62 communes dans un but d'entraide économique et politique entre les différents acteurs de la région morgienne. Il fait concurrence à Lausanne Région, l'autre grande alliance intercommunale de l'arc lémanique vaudois. Les communes de l'ARCAM ont surtout pour objectif de promouvoir les entreprises régionales et le développement des infrastructures, notamment sur le plan éducatif. Par exemple, les communes se sont prononcées sur la construction d'un centre aquatique régional, dont la construction devait commencer en 2015.
D'autre part, Morges fait partie du Projet d'Agglomération Lausanne-Morges (PALM). Cette union, qui regroupe 27 communes de l'agglomération lausannoise, est plutôt tournée vers l'urbanisme. Son budget s'élève à 1,632 milliard de francs suisses sur 20 ans. La région de Morges connaîtra de grands changements dans les prochaines décennies, notamment en raison de la construction d'une nouvelle autoroute qui contournera la ville. Cette réalisation, parallèle au PALM, a fait l'objet d'un crédit spécial de 2 milliards de francs par la Confédération. Une nouvelle gare devrait également être construite.

### Jumelages
Morges est jumelée avec la commune de Vertou, Loire-Atlantique (France) depuis le 25 août 1957, ce qui explique qu'un parc de la ville porte son nom (le parc de Vertou), et qu'une voie de Vertou est baptisée avenue de Morges. La ville a aussi tissé des liens étroits avec la commune belge de Rochefort en province de Namur. Depuis 2011, une rue de Rochefort a été baptisée Rue de Morges, en l'honneur de ce jumelage.
Morges entretient également des liens particuliers avec la ville de Tournon-sur-Rhône, en Ardèche (France), par le biais du festival Morges-sous-Rire, jumelé avec son homologue français, le Festival des humoristes.

## Population et société

### Démographie
Morges comptait 17 720 habitants à la fin de l'année 2023. La population a dépassé les 15 000 habitants le 12 décembre 2012, devenant la huitième ville du canton de Vaud en nombre d'habitants. En 2014, la population de son aire urbaine atteignait 49 193 habitants,. Sur dix ans (1999-2009), l'augmentation de la population a été de 4,3 %, dont 2,9 % grâce à l'immigration et 1,5 % grâce aux naissances.
Un cinquième de la population morgienne est âgée de moins de 19 ans. 62 % ont entre 20 et 64 ans, tandis que 17 % sont âgés de 65 ans ou plus, ce qui en fait une ville à la population plus âgée que la moyenne cantonale. En 2000, on trouvait 5 695 habitants jamais mariés, 6 496 mariés, 940 veufs ou veuves et 1 023 célibataires divorcés.
En 2008, la proportion d'étrangers s'élevait à 29 % de la population totale, dont 68,1 % séjournaient en Suisse depuis plus de dix ans. La population étrangère pourrait devenir de plus en plus nombreuse dans la ville à cause des facteurs conjugés de la baisse de la natalité en Suisse et de la hausse de l'immigration. La ville a connu un flux importants d'immigrants italiens, durant le XXe siècle, cette population est maintenant en grande partie naturalisée, mais a tout de même laissé sa trace dans la culture morgienne. 82,3 % de la population parle français à la maison, 4,2 % parlent l'allemand et 4,0 % l'italien. Parmi les habitants de la commune, 21,4 % sont nés à Morges, 29,2 % ont vu le jour ailleurs dans le canton de Vaud et 17,5 % sont nés dans un autre canton suisse.
En 2000, on trouvait à Morges 6 628 logements, avec une moyenne de 2,14 habitants par logement. 2 727 logements n'étaient habités que par une seule personne et 242 par cinq personnes ou plus. Parmi les couples mariés, 1 742 n'avaient pas d'enfant et 1 618 en avaient. On y trouvait 395 parents seuls avec un ou des enfants à charge et 119 habitants en collocation.
Toujours au début du XXIe siècle, sur un total de 1 330 bâtiments habités, on trouvait 500 villas individuelles, 503 bâtiments locatifs, 234 bâtiments à usages multiples et 93 bâtiments commerciaux ou industriels également utilisés comme lieu d'habitation. Sur les 500 villas individuelles, 6 % avaient plus de 80 ans et 7 % moins de dix ans, la moyenne étant de 40 à 54 ans. On remarque que les maisons collectives sont en moyenne plus anciennes puisque plus de 21 % s'entre elles datent d'avant 1919.
Depuis la fondation de la ville, au XVe siècle, la population a constamment augmenté. De 130 habitants en 1459, elle croît régulièrement jusqu'à la Seconde Guerre mondiale. Par la suite, elle connaît une expansion rapide et exponentielle jusqu'en 1990. Cette croissance importante s'explique notamment par l'immigration massive de travailleurs italiens, puis portugais, dans la période d'après-guerre et jusqu'à la fin de la guerre froide.

### Gentilé et surnom
Les habitants de la commune se nomment les Morgiens,.
Ils sont surnommés les zizelettes (petits oiseaux en patois vaudois ; selon une histoire, les habitants auraient servi de tout petits oiseaux à des prix exorbitants),,.

### Éducation
Les établissements primaires de la région morgienne sont séparés en deux groupes : Morges Est et Morges Ouest. Les écoles primaires de Morges Est accueillent 974 élèves de Morges, Aclens, Bremblens, Échichens, St-Saphorin-sur-Morges, Colombier et Romanel-sur-Morges,. Ces derniers sont répartis dans 12 bâtiments scolaires : Aclens, Bremblens, Échichens, Colombier, Romanel, St Saphorin, Bluard, Chanel, Square central, Gracieuse et Pré Maudry. Les écoles primaires de Morges Ouest regroupent 768 élèves de six communes : Morges, Chigny, Lully, Tolochenaz, Vufflens-le-Château et Monnaz. Huit sites sont concernés : Lully, Tolochenaz, Vufflens-le-Château (Chigny-Monnaz), Burtignière, Charpentiers, Dubochet, Petit-Dézaley et Vogéaz. Les 825 élèves du cycle secondaire étudient tous sur le site de Beausobre.
Morges abrite l'un des 11 gymnases vaudois. Fondé en 1992, le gymnase de Morges fut déplacé sur le nouveau site de Marcelin en 2003. Les quelque 1 240 élèves sont répartis en 59 classes. Le site de Marcelin héberge également le CEPM (Centre d'Enseignement Professionnel de Morges), qui dispense des cours aux apprentis en bâtiment, maçonnerie, peinture, menuiserie, charpenterie, métallurgie, technique du bâtiment et paysagisme. L'école d'agriculture (Agrilogie) et l'école ménagère (CEMEF) se trouvent elles aussi sur le site. En outre, la ville abrite aussi l'OPTI, l'ORIF et l'école d'assistants en soins et santé communautaire (ASSC).
Au niveau de l'éducation supérieure, la ville se trouve dans la zone d'influence de l'École polytechnique fédérale de Lausanne (EPFL) et de l'Université de Lausanne (UNIL).

### Manifestations culturelles

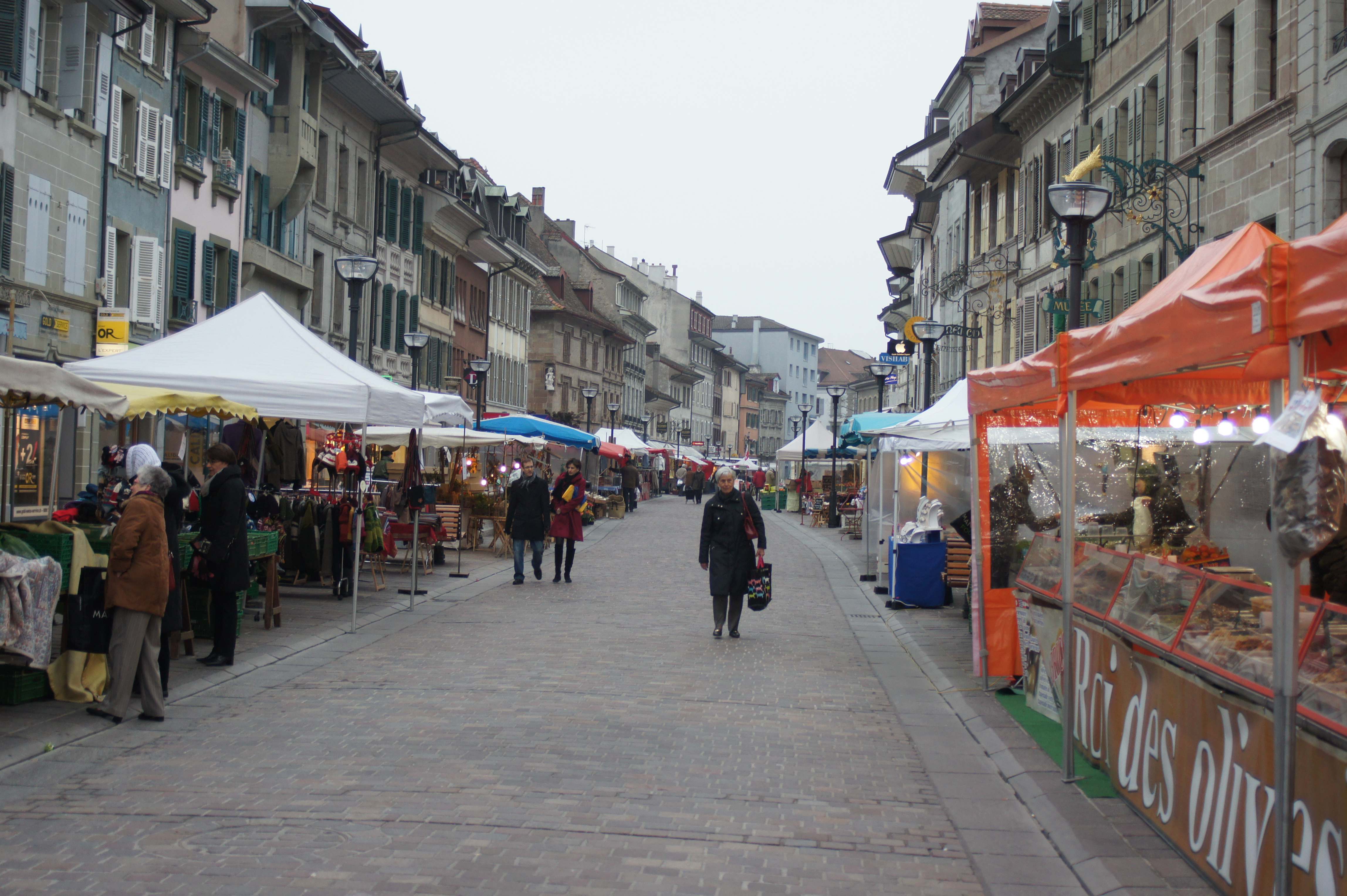
La Grand-Rue, un jour de marché.

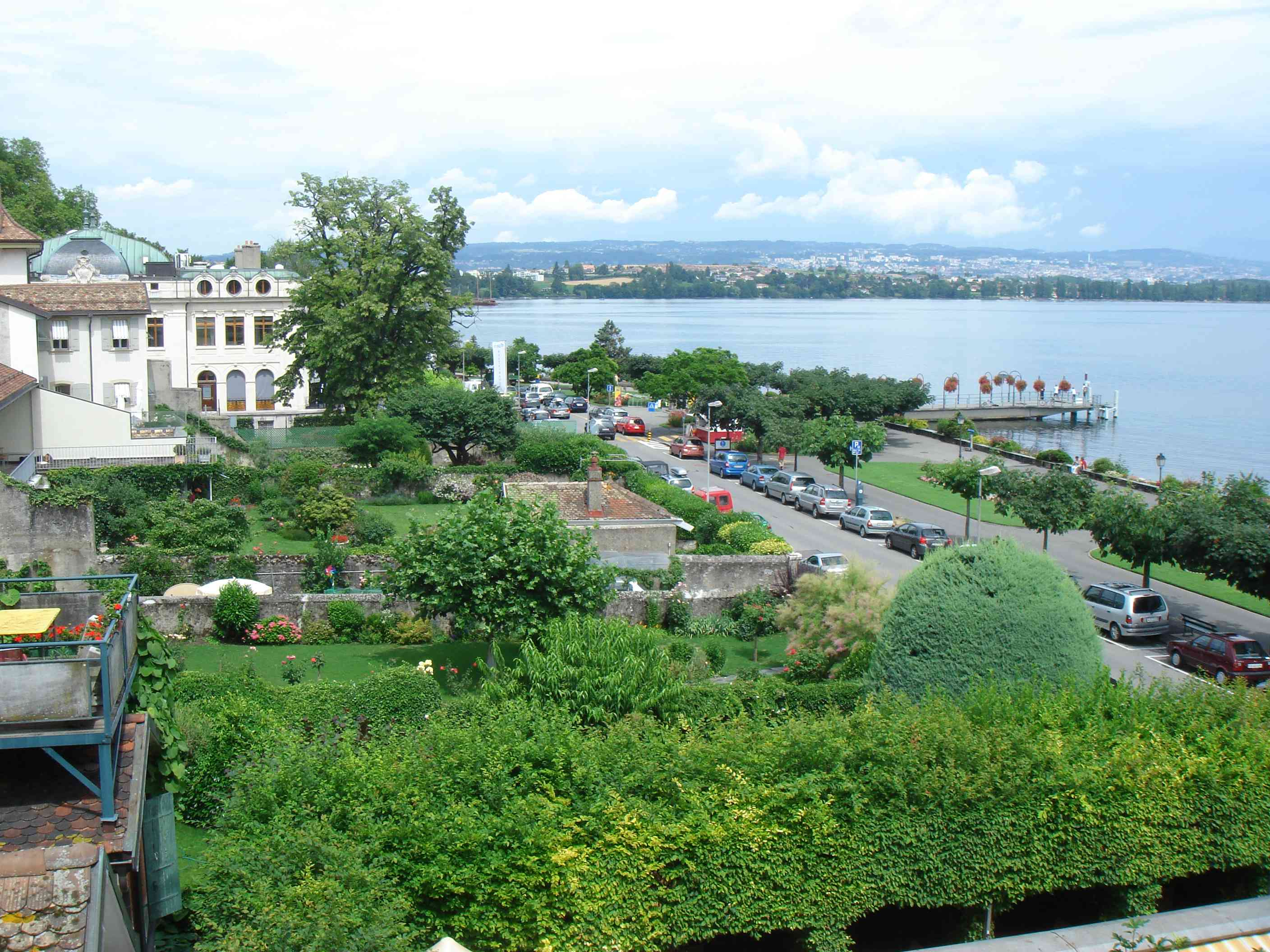
La promenade des quais.

La ville de Morges est comparativement très animée par rapport aux autres communes de cette taille. Grâce aux relations privilégiées qu'elle a développées avec ses villes jumelles : Rochefort, Vertou et dans un certain sens Tournon-sur-Rhône, on retrouve des festivals jumeaux entre ces villes.
Chaque année, d'avril à mi-mai, la ville célèbre la Fête de la tulipe, au cours de laquelle plus de 200 000 tulipes et des centaines de variétés sont présentées, principalement au Parc de l'Indépendance. Les arrangements ainsi constitués forment des figures complexes aux couleurs variées. Cet événement attire chaque année plus de 100 000 visiteurs, ce qui en fait la plus grande exposition florale de Suisse. Les floralies Les quais du dahlia, qui se déroulent chaque année de juillet à août sont étroitement liées à cette dernière.
Au début mai, Morges reçoit Puces du design, foire du design qui réunit une centaine d'exposants suisses et internationaux vendant du mobilier du XXe, de la mode et des accessoires vintage, dans la halle CFF.
Tous les deux ans, en juin, Morges est le siège du Symposium international de sculpture qui voit exposer des artistes sculpteurs de tous les horizons, sur la place d'armes du château de Morges. C'est également le lieu de départ du Swiss Classic British Car Meeting, rencontre de collectionneurs d'anciennes voitures anglaises, dont l'édition 2011 a accueilli environ 20 000 spectateurs.
Jumelé avec son homologue français de Tournon-sur-Rhône, le festival humoristique Morges-sous-Rire se déroule tous les ans en juin, principalement sur le site de Beausobre. S'y produisent de nombreux comiques suisses et français. C'est également à cette période que se situe Le Paillote Festival. Ce festival de musique gratuit se déroule à la mi-septembre dans le Parc de l'Indépendance et accueille des groupes régionaux comme des ensembles de renommée internationale.
Le livre sur les quais, créé en 2010, a accueilli plus de 40 000 visiteurs, lors de son édition 2012. Ce salon du livre, qui se tient au début de septembre et réunit plusieurs centaines d'auteurs, des débats, des conférences, s'est imposé comme l'une des manifestations littéraires majeures de Suisse. Anne Cuneo, Marc Levy et Jean d'Ormesson y ont, entre autres, participé.
Située au cœur de la région viticole de la Côte, Morges accueille également de grandes manifestations liées à l'œnologie, et notamment Divinum, foire aux vins de la région, et la Nuit des épouvantails, fête traditionnelle qui se déroule en septembre, avant la période des vendanges. La tradition veut qu'à cette occasion, les habitants brûlent le roi des épouvantails, pour célébrer le début des vendanges. La légende dit qu'une nuit d'automne 1387, les vignerons, qui avaient omis d'offrir sa part de la récolte au comte de Savoie, avaient vu leurs champs envahis par une armée d'épouvantails. Agénor, un courageux vigneron de la région, serait alors allé supplier le comte de les protéger du fléau. Sur les conseils de ce dernier, les vignerons seraient descendus à Morges depuis les hauteurs de Denens et, sur la place de l'église, auraient brûlé le roi des épouvantails.
À la fin de l'année, en décembre, marché de Noël dans les jardins du château, où s'installent des commerçants vendant des objets, des crèches et des gourmandises du monde entier.

### Santé
De nombreux services de santé sont implantés dans Morges. La grande majorité de ces services appartiennent à l'Ensemble Hospitalier de La Côte.
Parmi ces services on compte six centres médicaux (Hôpital de Morges, Clinique de Morges, Centre de Neurologie, Centre digestif des Halles, Permanence des Halles et Centre médical Charpentiers) et 2 EMS (Parc de Beausobre et Nelty de Beausobre).

### Sport
Morges compte un grand nombre de clubs sportifs, notamment :
- AFC Morges Bandits, football américain
- A.S. Rugby Morges
- Badminton Club Morges
- Cercle d'Escrime de Morges
- CTT Forward Morges, tennis de table
- Cyclophile Morgien, cyclisme
- École de danse de la Côte[111]
- FC Forward Morges, club de football
- Forward Morges HC, hockey sur glace
- Forward Rowing Club Morges, club d'aviron
- FSG Morges, gymnastique
- IHC Ice Lions Morges, Inline hockey
- Judo-Club Morges
- Ming-Ch'uan Kung-fu, club d'arts martiaux
- Morges-Basket
- Morges-Natation
- Tennis-Club
- Tribu Du Grand Lac (TDGL), Groupe scout[112]
- Zen Do Ryu, arts martiaux et self-défense

Morges était également pressentie pour devenir ville olympique, à l'occasion des jeux olympiques de la jeunesse d'hiver de 2020, en accueillant notamment les compétitions de curling. Le projet, soutenu par la Municipalité, a cependant été rejeté par le Conseil communal en février 2018, pour des raisons financières.

## Culture et patrimoine

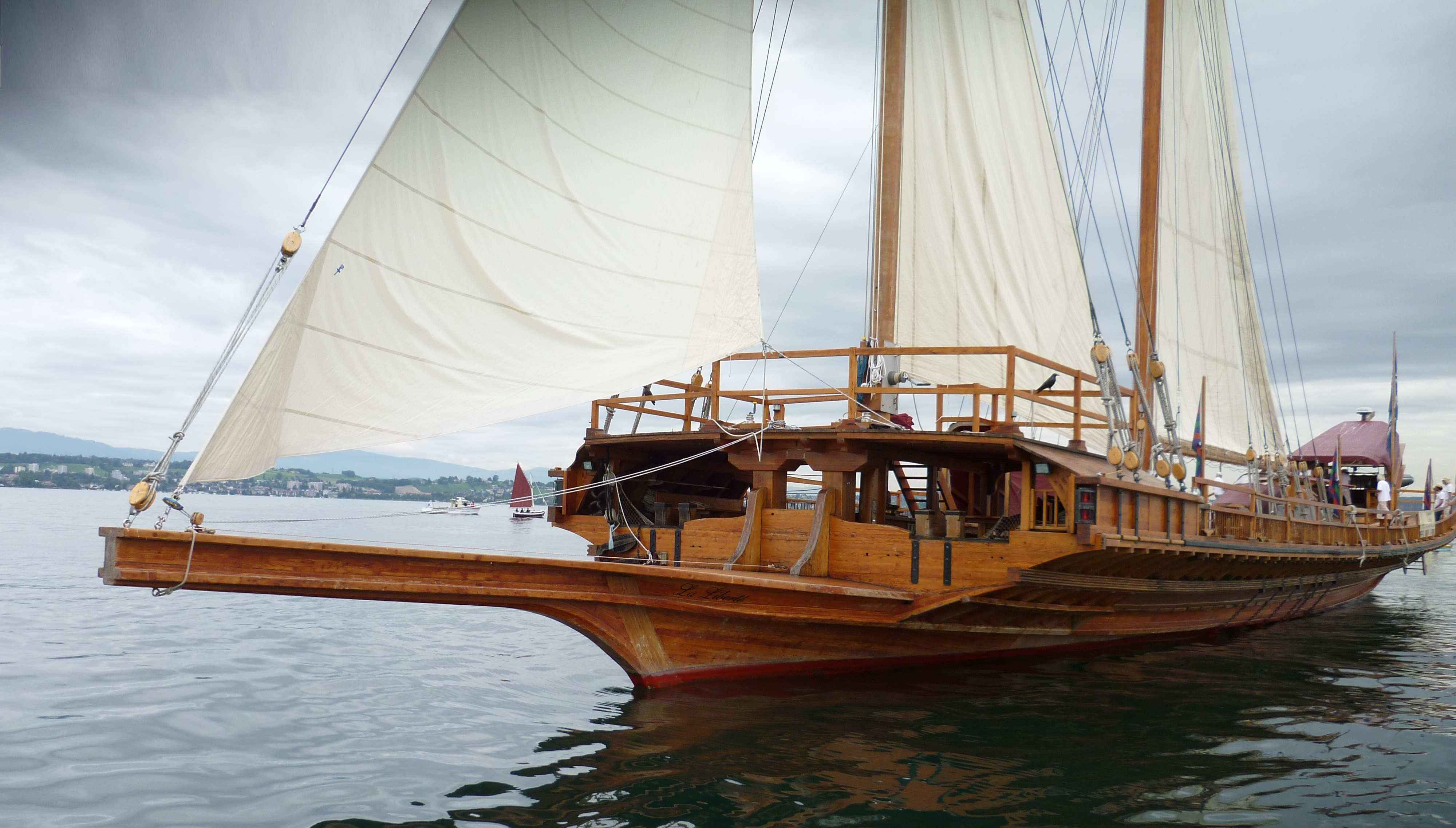
Le 23 juin 2001, après cinq années de construction, dans les règles de construction du XVIIe siècle la réplique d'une galère a été lancée à Morges. Baptisé La Liberté, ce navire effectue des croisières sur le Léman depuis sa base de Morges.

La culture morgienne est très développée[réf. nécessaire]. La décoration florale de la ville, notamment lors de la fête de la tulipe, mais aussi pendant le reste de l'année, où l'on voit l'Hôtel de ville arborer des gerbes de fleurs aux couleurs de la cité, lui a valu le surnom de « Morges la Coquette »[réf. nécessaire]. En outre, le passé médiéval de la commune de Morges explique qu'on y trouve diverses constructions anciennes, surtout au centre-ville.

### Patrimoine bâti
Morges compte de nombreux biens culturels, parmi lesquels l'ancienne auberge de la Croix Blanche (Grand-Rue 70-72), la maison Blanchenay (actuellement Musée Forel) (Grand-Rue 54) et l'ancienne maison Linder (Grand-Rue 94). Il convient de mentionner également l'Hôtel de ville, en molasse rougeâtre locale, qui date du XVIe siècle, l'ancienne grenette-casino, ainsi que le temple protestant, à l'extrémité nord de la Grand-Rue. Le château de Morges, construit pour défendre la cité, est situé près du port protégé donnant accès au Léman. Il abrite le Musée militaire vaudois.

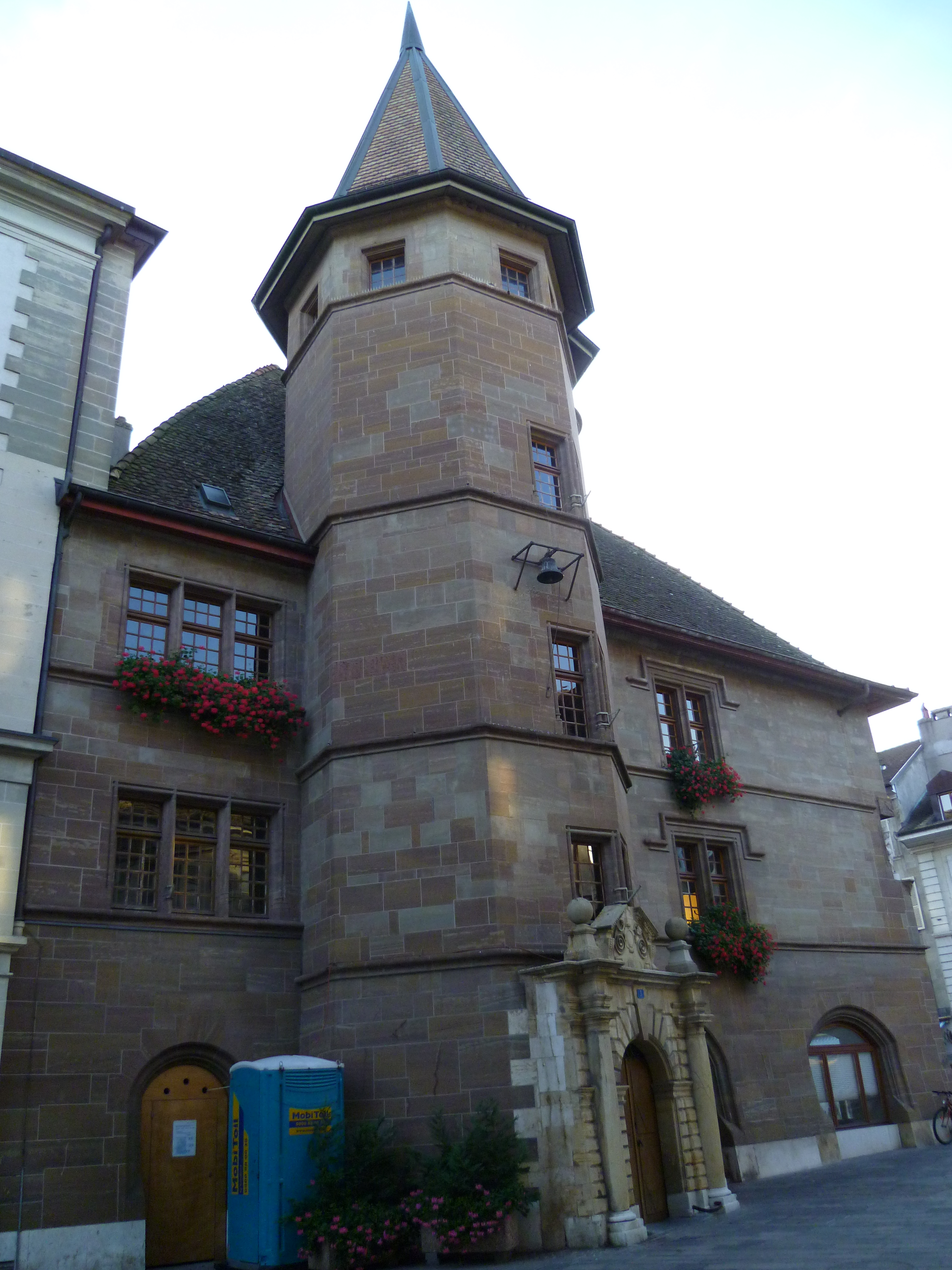
L'hôtel de ville de Morges.
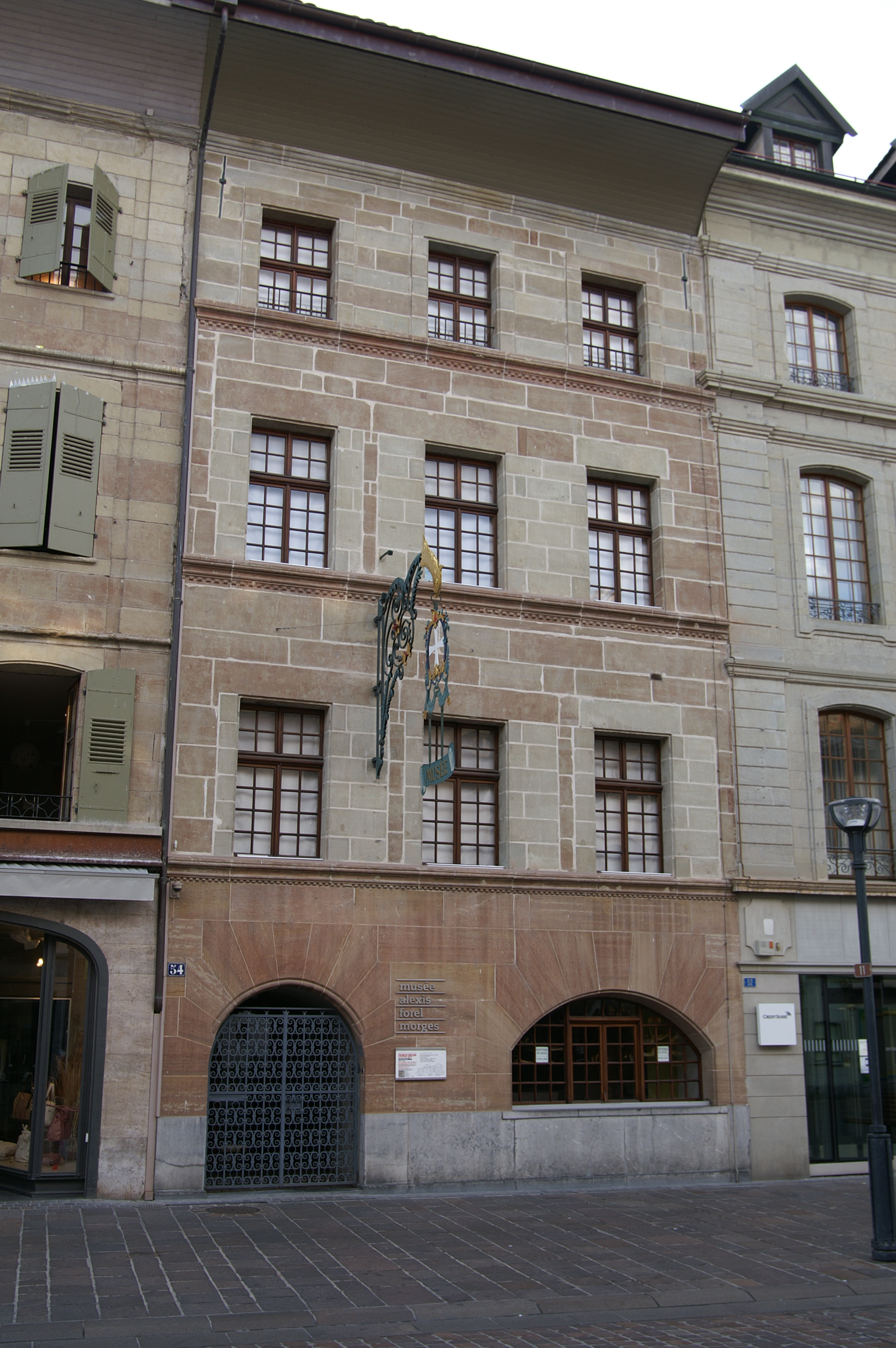
Le musée Alexis Forel dans la maison Blanchenay.
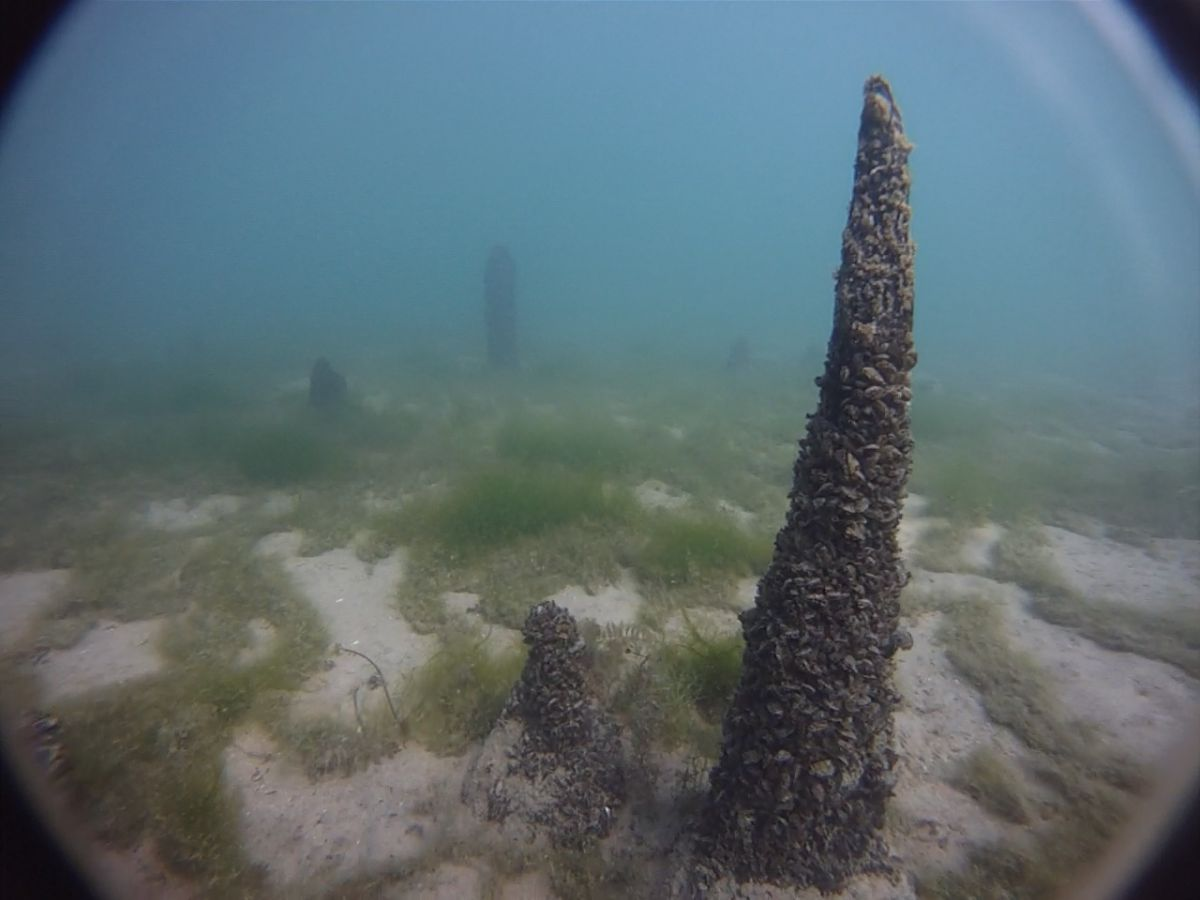
Site néolithique des Roseaux.
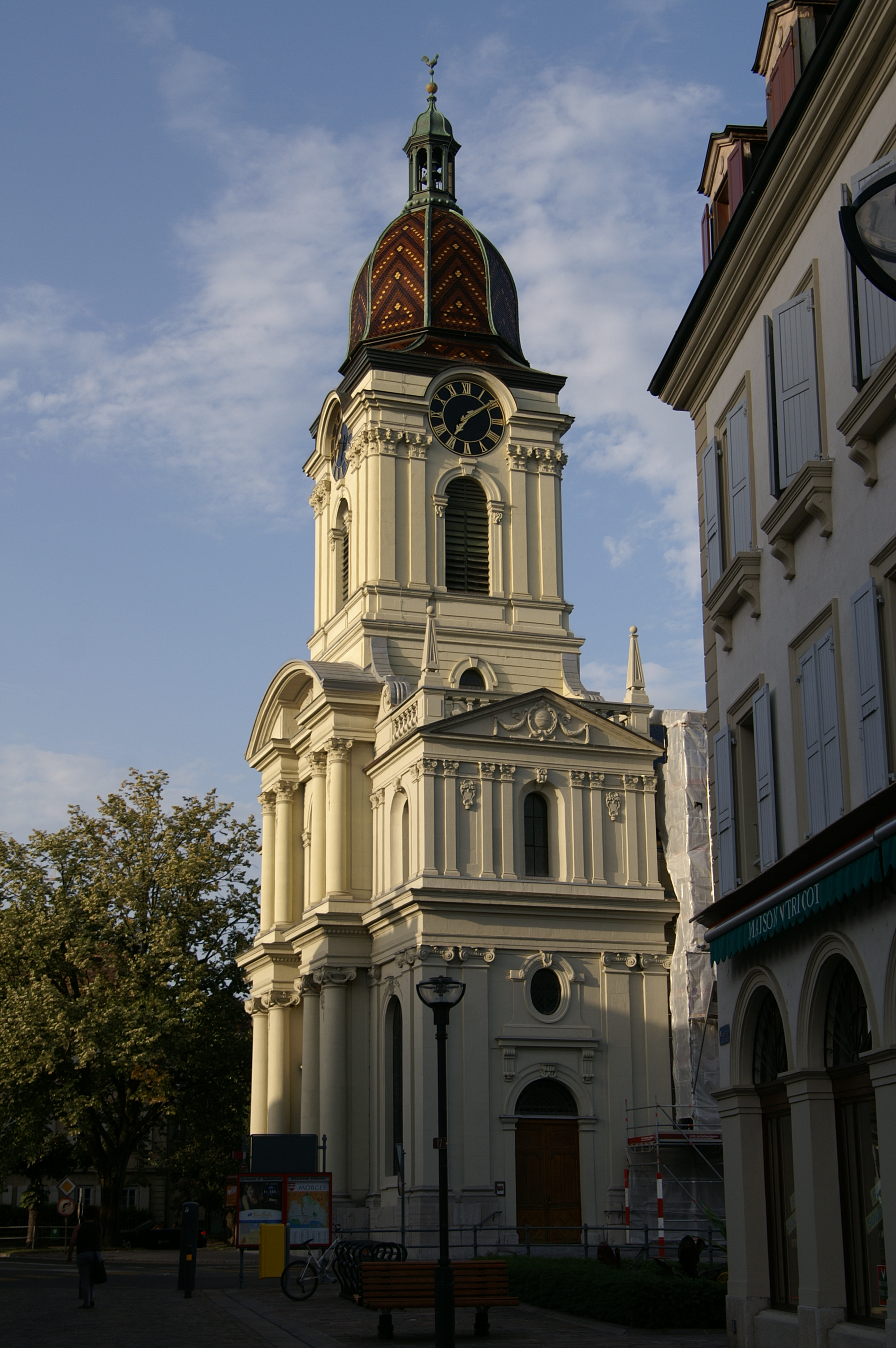
Temple de Morges.
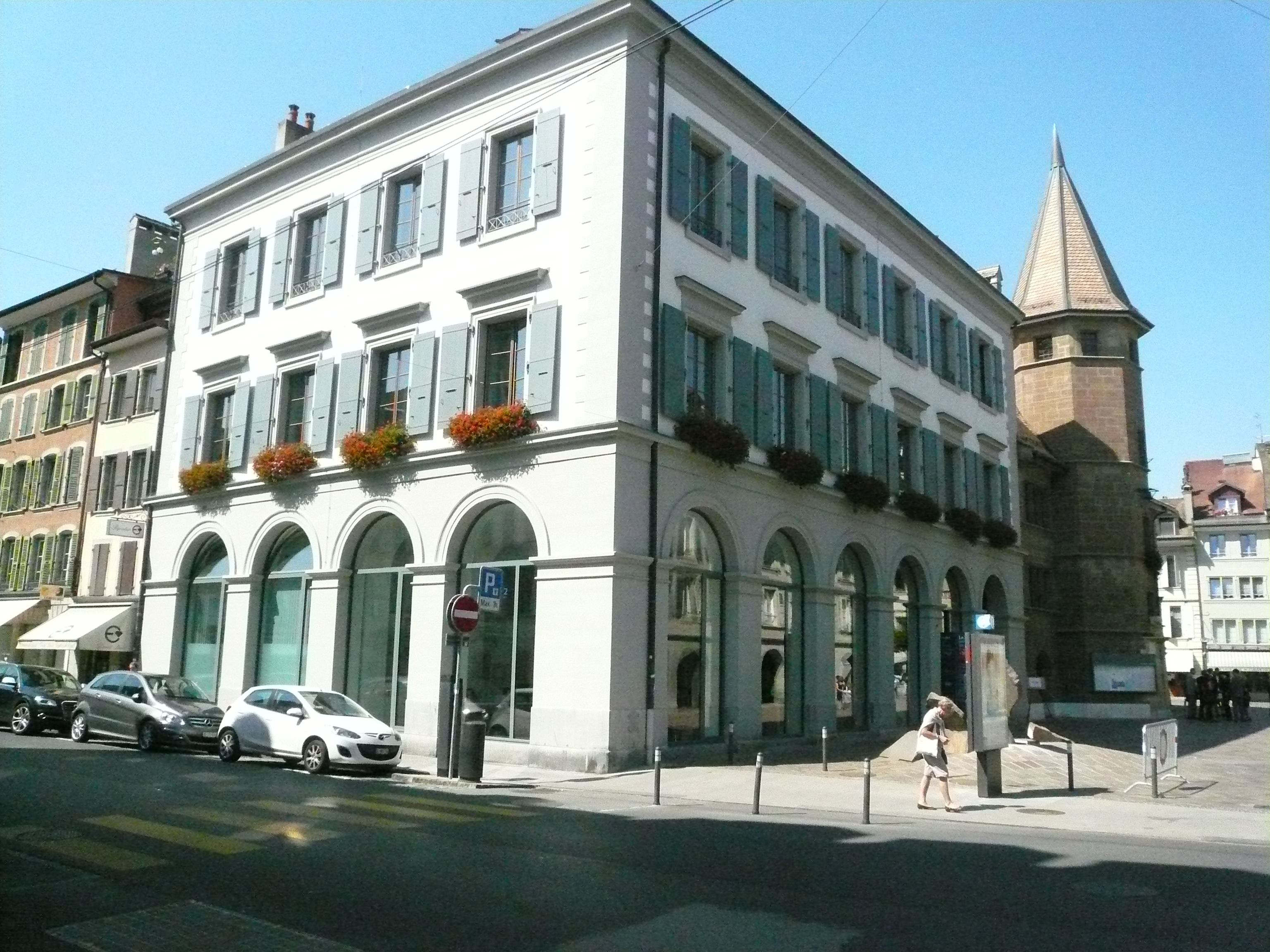
Grenette-casino.

### Musées

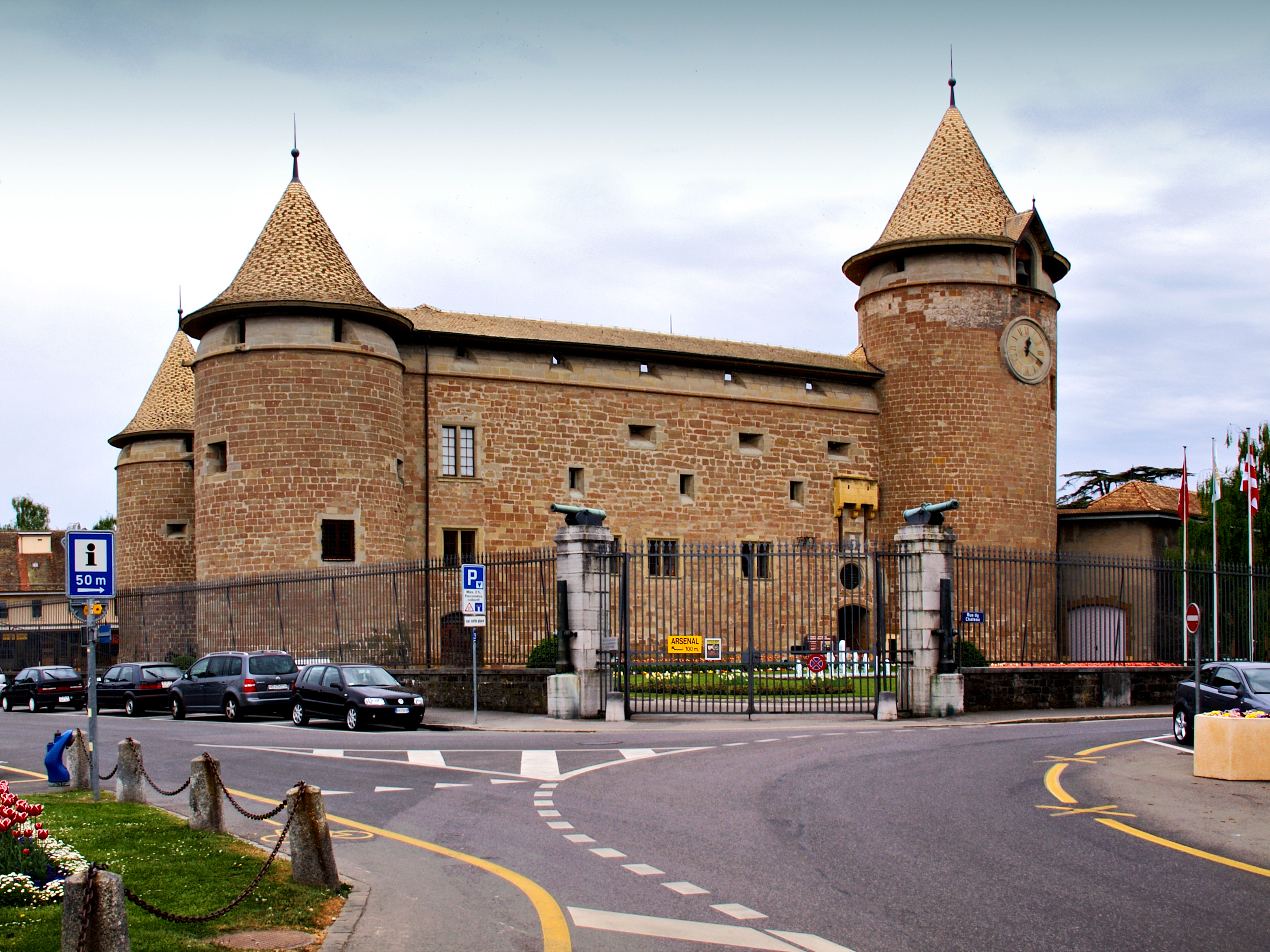
Le château de Morges, qui abrite quatre musées.

Le château de Morges regroupe plusieurs musées entre ses murs : le Musée militaire vaudois, le Musée de l'artillerie, le Musée suisse de la figurine historique et le Musée de la gendarmerie vaudoise.
Sur la Grand-Rue, on trouve le Musée Alexis Forel, qui présente des œuvres et estampes réalisées par Alexis Forel dans la maison Blanchenay, ainsi que des informations relatives à l'histoire de Morges.
Le musée Paderewski situé dans l'ancien grenier bernois présente des objets, archives et ouvrages liés à la vie d'Ignacy Paderewski, pianiste et homme politique polonais. La Fondation Bolle présente des œuvres de l'artiste Alfred Bolle, une exposition iconographique morgienne et des expositions photographiques temporaires.

### Théâtre et cinéma
On compte trois salles de spectacle en ville : l'ancien Casino, le théâtre de Beausobre, de 850 places, et le théâtre des Trois P'tits Tours, près du parc de l'Indépendance. Il y a également un cinéma, l'Odéon.

### Musique
La ville abrite le Conservatoire de l'Ouest Vaudois, sur le site de Beausobre. En outre, il existe également plusieurs organes indépendants dans le domaine de la musique, dont trois chœurs mixtes : Alphega, La Récréation et Les Mouettes, un chœur strictement classique (Pro Classica), et le chœur du Gymnase de Morges. Notons aussi l'Orchestre de Chambre de Morges.

### Patrimoine naturel
Le naturaliste français Justin Macquart citait en 1851, parmi les arbres qui l'ont le plus impressionné en Europe, deux ormes remarquables en Suisse :
« C'est particulièrement dans les environs de Genève que j'ai observé les arbres les plus remarquables. En parcourant la rive septentrionale du lac jusqu'à Villeneuve, j'ai vu dans une riante prairie près de la jolie petite ville de Morges deux Ormes aux dimensions colossales. Chacun d'eux avait à la sortie du sol 17 mètres de circonférence, et sa couronne était d'une très-grande étendue. Dès l'année 1541, ces Ormes étaient d'une grosseur remarquable. L'un d'eux a été renversé en 1824. »
Le plus petit des deux cours d'eau de la commune, le Bief, est actuellement l'objet d'un projet de renaturation qui devrait s'achever à l'horizon 2018. Cette démarche devrait permettre de faciliter la migration des oiseaux qui traversent la région au printemps, en provenance de l'Afrique[réf. nécessaire]. Le remodelage de l'estuaire devrait notamment permettre d'offrir des niches écologiques propices aux haltes de nombreuses espèces.

### Cultes
- Église évangélique réformée, 1, place de l'Église[121]. Le temple de Morges est un monument historique protégé d'architecture baroque.
- Église catholique Saint-François-de-Sales[122], 31, rue Louis de Savoie

### Associatif
L'organisation non gouvernementale environnementale morgienne la plus célèbre est sans doute le fonds mondial pour la nature, plus connu sous le nom de WWF pour World Wide Fund (initialement World Wildlife Fund, Fonds Mondial pour la Vie sauvage) fondé à Morges le 29 avril 1961. Dans ses premières années d'existence, il partage ses locaux avec l'union internationale pour la conservation de la nature. En 1979, le WWF déménage ses locaux à quelques kilomètres de Morges, dans la petite ville de Gland, qui aujourd'hui encore abrite son siège mondial.
L'architecture, l'environnement et la culture de la ville sont en outre protégés par l'association pour la sauvegarde de Morges (ASM), une organisation locale fondée en 1985 qui s'illustre notamment dans la promotion culturelle du centre historique, en organisant des tours et visites guidées,.

### Personnalités liées à la commune

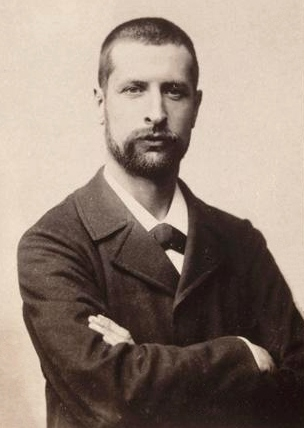
Le docteur Alexandre Yersin, découvreur du vaccin antipesteux, a passé toute son enfance à Morges.

- Germaine Suter-Morax (1896-1974), pionnière de l'accueil en Suisse romande d'anciennes déportées françaises de la Résistance.

- Louis de Savoie (1250-1303)[126], sire de Vaud, fondateur de la ville
- Marguerite de Savoie (1420-1479), duchesse
- Jean-Jacques Cart (1748-1813), juriste, politique et révolutionnaire vaudois
- Louis Buvelot (1814-1888), artiste peintre et photographe
- Eugène Bersier (1831-1899), prédicateur, pasteur de l'Église réformée de Paris
- François-Alphonse Forel (1841-1912), médecin, fondateur de la limnologie et à l'origine de l'explication du mystère d'Euripe
- Auguste Forel (1848-1931), psychiatre, eugéniste
- Alexis Forel, (1852-1922), graveur
- Ignacy Paderewski (1860-1941), musicien et personnalité politique polonaise, vécut à Morges pendant 43 ans[127].
- Roger Vittoz (1863-1925), médecin psychosomaticien
- Alexandre Yersin (1863-1943), biologiste, découvreur du vaccin contre la bactérie de la peste (Yersinia pestis), en 1894
- Victor Morax (1866-1935), médecin, découvreur de Moraxella lacunata, bactérie à l'origine de la conjonctivite
- Jean Schopfer, plus connu sous le nom de Claude Anet (1868-1941), joueur de tennis, journaliste et écrivain
- Albert Muret (1874-1955), peintre et écrivain
- Igor Stravinsky (1882-1971), compositeur russe, habita à Morges de 1915 à 1917 dans la Villa Rogivue (devenue aujourd'hui l'Hôtel La Maison d'Igor).
- Milo Martin (1893-1970) sculpteur et médailleur
- Alfred Oulevay (1896-1965), homme politique, directeur des usines Oulevay de 1927 à 1950
- Lydia von Auw (1897-1994), pasteure, théologienne et historienne suisse, prête son nom à une place dans le quartier de l’Églantine
- Armel Guerne (1911-1980), poète et traducteur, entre autres, d'auteurs romantiques allemands, d'Herman Melville[note 10], de Lao Tseu, de Yasunari Kawabata, est né à Morges. Son père fut pendant quelques années le propriétaire de la Villa Rogivue, où séjourna Stravinsky.
- Élisabeth Burnod (1916-1979), écrivain vaudoise, première épouse de Edmond Kaiser.
- Bernard Clavel (1923-2010), écrivain
- Jacques Dubochet (1941), biochimiste, prix Nobel de chimie 2017, conseiller communal
- Pierre Fehlmann (1942), navigateur
- Nuria Gorrite (1970), ancienne syndique (2008-2012), actuellement conseillère d'État
- Yves Mettler (1976), artiste
- Yannick Weber (1988), joueur de hockey
- Yann Sommer (1988), footballeur international suisse
- Nicolas-Guy Kunz (1989), sept fois champion suisse d'escrime
- Nikola Vučević (1990), joueur de basket-ball aux Bulls de Chicago né à Morges et international monténégrin

### Morges dans la littérature
- Le cycle romanesque Les Colonnes du ciel, de Bernard Clavel, situe une importante partie de son action à Morges. Les personnages principaux atteignent les lieux dans le deuxième volume intitulé La lumière du lac, le lac en question étant le Léman, véritable « personnage » du récit[128].

### Héraldique
| Blason de Morges | Blason  | Coupé d'argent et de gueules à deux fasces ondées de l'un en l'autre. |
| Blason de Morges | Détails | Les premières apparitions de ce blason surviennent dès 1530 dans les documents officiels. Elles rappellent, notamment par leurs couleurs, les armoiries de la maison de Savoie, fondatrice de la ville. Les deux fasces d'argent et de gueules symbolisent les deux rivières qui marquent les frontières de Morges : la Morges, au sud-ouest et le Bief, au nord-est. Les armoiries de la commune sont approuvées par le canton de Vaud. |

## Économie

### Emploi
Avec un taux de chômage à 4,72 %, légèrement en dessous de la moyenne cantonale (5,03 %), en 2000, l'économie morgienne est en bonne santé[réf. nécessaire]. La même année, le ratio de travailleurs de sexe masculin et de sexe féminin était de neuf femmes pour onze hommes, contre sept pour treize, en 1980. En 2008, le nombre total d'équivalent temps plein était de 6 864. Notons aussi une forte proportion d'emplois dans le secteur tertiaire : presque quatre habitants sur cinq (contre trois sur quatre au niveau cantonal). Ce schéma correspond à celui de la plupart des milieux urbains suisses[réf. nécessaire]. Le secondaire détient 19,3 % des emplois, tandis que le primaire ne représente que 1,8 %. 57 % des Morgiens travaillent dans une autre commune, dont 16,7 % à Lausanne et 4,5 % à Genève. On remarque le phénomène inverse au niveau des actifs travaillant dans la commune. Plus de 55 % des actifs utilisent un véhicule motorisé privé pour se rendre sur leur lieu de travail. Ces trajets durent, en moyenne, 20 à 30 minutes.
|                                              | Part |
| Employés                                     | 27 % |
| Professions intermédiaires                   | 22 % |
| Travailleurs non qualifiés                   | 18 % |
| Professions intellectuelles et d'encadrement | 13 % |
| Indépendants et collaborateurs familiaux     | 11 % |
| Ouvriers qualifiés                           | 9 %  |

### Entreprises et commerce
La ville abritait le siège de la multinationale Logitech, jusqu'au 13 juin 2013. Délocalisé sur le campus de l'EPFL, l'entreprise informatique a fait place à l’entreprise de biotechnologies agricoles Monsanto. Les usines Pasta Gala du géant Coop qui produisaient les pâtes Napoli et Gala, ont pour leur part fermé en 2014. La compagnie pharmaceutique Incyte a annoncé en février 2018 qu'elle reprendra la parcelle pour y construire son siège européen, avec 150 emplois à la clé. Le tissu économique de la ville reste dense avec entre autres un grand nombre de surfaces commerciales, au centre-ville. En 2008, sur les 6 864 actifs travaillant dans la commune, 23 % travaillaient dans le commerce de détail, 19 % dans la santé, 8 % dans l'éducation, 7 % dans l'hôtellerie ou la restauration et 7 % dans la recherche scientifique. Suivent ensuite, dans l'ordre, l'industrie manufacturière, les banques et assurances, l'information, la construction et l'import-export.